# Liste des planètes mineures non numérotées découvertes en avril 2021
Pour un article plus général, voir Liste des planètes mineures non numérotées découvertes en 2021.
Pour un article plus général, voir Liste des planètes mineures.
Cet article dresse la liste des planètes mineures (astéroïdes, centaures, objets transneptuniens et assimilés) non numérotées découvertes en avril 2021 dans l'ordre de leur découverte.
Au 15 janvier 2025, 661 077 des 1 434 993 planètes mineures répertoriées par le Centre des planètes mineures ne sont pas encore numérotées, soit 46,07 %.

## Rappel concernant la désignation provisoire
La désignation provisoire indique l'ordre de découverte de ces objets. En effet, cette désignation est composée de l'année de découverte (par exemple 2021) suivie de la quinzaine (demi-mois) de découverte (p.e. A = 1-15 janvier) puis de l'ordre de découverte dans cette quinzaine. Cet ordre est indiqué par une lettre et éventuellement un chiffre comme suit : A pour la première découverte, B pour la deuxième, ..., Z pour la 25e (le I n'est pas utilisé pour éviter la confusion avec 1), A1 pour la 26e, B1 pour la 27e, etc. , Z1 pour la 50e, A2 pour la 51e, B2 pour la 52e, etc. L'ordre de la numérotation ne suit donc pas l'ordre alphanumérique. 2021 AA1 suit ainsi 2021 AZ et précède 2021 AB1.

## Liste

### Du1erau 15 avril 2021
- 2021 GA
- 2021 GB
- 2021 GC
- 2021 GD
- 2021 GE
- 2021 GF
- 2021 GG
- 2021 GH
- 2021 GJ
- 2021 GK
- 2021 GL
- 2021 GM
- 2021 GN
- 2021 GO
- 2021 GP
- 2021 GQ
- 2021 GR
- 2021 GS
- 2021 GT
- 2021 GU
- 2021 GV
- 2021 GW
- 2021 GX
- 2021 GY
- 2021 GZ
- 2021 GA1
- 2021 GB1
- 2021 GC1
- 2021 GD1
- 2021 GE1
- 2021 GF1
- 2021 GG1
- 2021 GH1
- 2021 GJ1
- 2021 GK1
- 2021 GL1
- 2021 GM1
- 2021 GN1
- 2021 GO1
- 2021 GP1
- 2021 GQ1
- 2021 GR1
- 2021 GS1
- 2021 GT1
- 2021 GU1
- 2021 GV1
- 2021 GW1
- 2021 GX1
- 2021 GY1
- 2021 GZ1
- 2021 GA2
- 2021 GC2
- 2021 GD2
- 2021 GE2
- 2021 GF2
- 2021 GG2
- 2021 GH2
- 2021 GJ2
- 2021 GK2
- 2021 GL2
- 2021 GM2
- 2021 GN2
- 2021 GO2
- 2021 GP2
- 2021 GQ2
- 2021 GR2
- 2021 GS2
- 2021 GT2
- 2021 GU2
- 2021 GV2
- 2021 GW2
- 2021 GX2
- 2021 GY2
- 2021 GZ2
- 2021 GA3
- 2021 GB3
- 2021 GC3
- 2021 GD3
- 2021 GE3
- 2021 GF3
- 2021 GG3
- 2021 GH3
- 2021 GJ3
- 2021 GK3
- 2021 GL3
- 2021 GM3
- 2021 GN3
- 2021 GO3
- 2021 GP3
- 2021 GQ3
- 2021 GR3
- 2021 GS3
- 2021 GT3
- 2021 GU3
- 2021 GV3
- 2021 GW3
- 2021 GX3
- 2021 GY3
- 2021 GZ3
- 2021 GA4
- 2021 GB4
- 2021 GD4
- 2021 GE4
- 2021 GF4
- 2021 GG4
- 2021 GH4
- 2021 GJ4
- 2021 GK4
- 2021 GL4
- 2021 GM4
- 2021 GN4
- 2021 GO4
- 2021 GP4
- 2021 GQ4
- 2021 GR4
- 2021 GS4
- 2021 GT4
- 2021 GU4
- 2021 GV4
- 2021 GW4
- 2021 GX4
- 2021 GY4
- 2021 GZ4
- 2021 GA5
- 2021 GB5
- 2021 GD5
- 2021 GE5
- 2021 GF5
- 2021 GG5
- 2021 GH5
- 2021 GJ5
- 2021 GK5
- 2021 GL5
- 2021 GM5
- 2021 GN5
- 2021 GO5
- 2021 GP5
- 2021 GQ5
- 2021 GR5
- 2021 GS5
- 2021 GT5
- 2021 GU5
- 2021 GV5
- 2021 GW5
- 2021 GX5
- 2021 GY5
- 2021 GZ5
- 2021 GA6
- 2021 GB6
- 2021 GC6
- 2021 GD6
- 2021 GE6
- 2021 GF6
- 2021 GG6
- 2021 GH6
- 2021 GJ6
- 2021 GK6
- 2021 GL6
- 2021 GM6
- 2021 GN6
- 2021 GO6
- 2021 GP6
- 2021 GQ6
- 2021 GR6
- 2021 GS6
- 2021 GT6
- 2021 GU6
- 2021 GV6
- 2021 GW6
- 2021 GX6
- 2021 GZ6
- 2021 GA7
- 2021 GD7
- 2021 GE7
- 2021 GF7
- 2021 GH7
- 2021 GK7
- 2021 GL7
- 2021 GM7
- 2021 GN7
- 2021 GO7
- 2021 GP7
- 2021 GQ7
- 2021 GR7
- 2021 GS7
- 2021 GT7
- 2021 GU7
- 2021 GV7
- 2021 GW7
- 2021 GX7
- 2021 GY7
- 2021 GZ7
- 2021 GA8
- 2021 GB8
- 2021 GC8
- 2021 GD8
- 2021 GE8
- 2021 GF8
- 2021 GG8
- 2021 GH8
- 2021 GJ8
- 2021 GK8
- 2021 GL8
- 2021 GM8
- 2021 GN8
- 2021 GO8
- 2021 GP8
- 2021 GQ8
- 2021 GU8
- 2021 GY8
- 2021 GZ8
- 2021 GA9
- 2021 GB9
- 2021 GC9
- 2021 GE9
- 2021 GF9
- 2021 GH9
- 2021 GJ9
- 2021 GL9
- 2021 GM9
- 2021 GN9
- 2021 GO9
- 2021 GP9
- 2021 GQ9
- 2021 GR9
- 2021 GS9
- 2021 GT9
- 2021 GU9
- 2021 GV9
- 2021 GX9
- 2021 GY9
- 2021 GZ9
- 2021 GA10
- 2021 GB10
- 2021 GC10
- 2021 GD10
- 2021 GE10
- 2021 GF10
- 2021 GH10
- 2021 GJ10
- 2021 GK10
- 2021 GL10
- 2021 GM10
- 2021 GN10
- 2021 GO10
- 2021 GP10
- 2021 GQ10
- 2021 GR10
- 2021 GS10
- 2021 GU10
- 2021 GW10
- 2021 GA11
- 2021 GB11
- 2021 GC11
- 2021 GE11
- 2021 GF11
- 2021 GG11
- 2021 GK11
- 2021 GL11
- 2021 GM11
- 2021 GO11
- 2021 GP11
- 2021 GR11
- 2021 GS11
- 2021 GT11
- 2021 GV11
- 2021 GX11
- 2021 GY11
- 2021 GD12
- 2021 GE12
- 2021 GF12
- 2021 GG12
- 2021 GH12
- 2021 GJ12
- 2021 GK12
- 2021 GL12
- 2021 GM12
- 2021 GN12
- 2021 GO12
- 2021 GP12
- 2021 GS12
- 2021 GT12
- 2021 GU12
- 2021 GV12
- 2021 GW12
- 2021 GX12
- 2021 GY12
- 2021 GZ12
- 2021 GA13
- 2021 GB13
- 2021 GC13
- 2021 GD13
- 2021 GF13
- 2021 GG13
- 2021 GH13
- 2021 GJ13
- 2021 GK13
- 2021 GL13
- 2021 GN13
- 2021 GO13
- 2021 GQ13
- 2021 GS13
- 2021 GU13
- 2021 GW13
- 2021 GX13
- 2021 GY13
- 2021 GA14
- 2021 GD14
- 2021 GF14
- 2021 GH14
- 2021 GK14
- 2021 GL14
- 2021 GO14
- 2021 GP14
- 2021 GU14
- 2021 GW14
- 2021 GX14
- 2021 GY14
- 2021 GA15
- 2021 GE15
- 2021 GF15
- 2021 GH15
- 2021 GJ15
- 2021 GK15
- 2021 GL15
- 2021 GN15
- 2021 GO15
- 2021 GS15
- 2021 GU15
- 2021 GV15
- 2021 GW15
- 2021 GY15
- 2021 GZ15
- 2021 GA16
- 2021 GC16
- 2021 GF16
- 2021 GG16
- 2021 GH16
- 2021 GJ16
- 2021 GK16
- 2021 GL16
- 2021 GM16
- 2021 GN16
- 2021 GO16
- 2021 GP16
- 2021 GQ16
- 2021 GR16
- 2021 GS16
- 2021 GT16
- 2021 GU16
- 2021 GW16
- 2021 GX16
- 2021 GY16
- 2021 GZ16
- 2021 GA17
- 2021 GB17
- 2021 GC17
- 2021 GD17
- 2021 GF17
- 2021 GG17
- 2021 GH17
- 2021 GJ17
- 2021 GL17
- 2021 GM17
- 2021 GN17
- 2021 GS17
- 2021 GT17
- 2021 GV17
- 2021 GW17
- 2021 GY17
- 2021 GZ17
- 2021 GA18
- 2021 GB18
- 2021 GC18
- 2021 GD18
- 2021 GF18
- 2021 GG18
- 2021 GH18
- 2021 GJ18
- 2021 GL18
- 2021 GM18
- 2021 GP18
- 2021 GQ18
- 2021 GR18
- 2021 GS18
- 2021 GU18
- 2021 GV18
- 2021 GW18
- 2021 GX18
- 2021 GY18
- 2021 GZ18
- 2021 GA19
- 2021 GB19
- 2021 GC19
- 2021 GD19
- 2021 GE19
- 2021 GF19
- 2021 GG19
- 2021 GJ19
- 2021 GK19
- 2021 GL19
- 2021 GM19
- 2021 GO19
- 2021 GP19
- 2021 GQ19
- 2021 GR19
- 2021 GT19
- 2021 GU19
- 2021 GV19
- 2021 GX19
- 2021 GY19
- 2021 GA20
- 2021 GB20
- 2021 GE20
- 2021 GG20
- 2021 GL20
- 2021 GO20
- 2021 GP20
- 2021 GR20
- 2021 GS20
- 2021 GT20
- 2021 GU20
- 2021 GX20
- 2021 GY20
- 2021 GA21
- 2021 GB21
- 2021 GC21
- 2021 GD21
- 2021 GE21
- 2021 GG21
- 2021 GK21
- 2021 GM21
- 2021 GN21
- 2021 GP21
- 2021 GQ21
- 2021 GR21
- 2021 GS21
- 2021 GT21
- 2021 GU21
- 2021 GV21
- 2021 GX21
- 2021 GY21
- 2021 GZ21
- 2021 GA22
- 2021 GB22
- 2021 GD22
- 2021 GF22
- 2021 GJ22
- 2021 GL22
- 2021 GM22
- 2021 GQ22
- 2021 GS22
- 2021 GT22
- 2021 GU22
- 2021 GY22
- 2021 GZ22
- 2021 GA23
- 2021 GB23
- 2021 GC23
- 2021 GF23
- 2021 GG23
- 2021 GH23
- 2021 GJ23
- 2021 GM23
- 2021 GO23
- 2021 GP23
- 2021 GR23
- 2021 GS23
- 2021 GT23
- 2021 GU23
- 2021 GV23
- 2021 GW23
- 2021 GX23
- 2021 GY23
- 2021 GZ23
- 2021 GA24
- 2021 GB24
- 2021 GC24
- 2021 GD24
- 2021 GE24
- 2021 GF24
- 2021 GG24
- 2021 GJ24
- 2021 GK24
- 2021 GM24
- 2021 GN24
- 2021 GO24
- 2021 GP24
- 2021 GQ24
- 2021 GR24
- 2021 GS24
- 2021 GW24
- 2021 GX24
- 2021 GY24
- 2021 GZ24
- 2021 GA25
- 2021 GB25
- 2021 GC25
- 2021 GE25
- 2021 GN25
- 2021 GO25
- 2021 GP25
- 2021 GR25
- 2021 GT25
- 2021 GV25
- 2021 GX25
- 2021 GY25
- 2021 GZ25
- 2021 GA26
- 2021 GD26
- 2021 GE26
- 2021 GF26
- 2021 GH26
- 2021 GJ26
- 2021 GK26
- 2021 GL26
- 2021 GM26
- 2021 GN26
- 2021 GO26
- 2021 GP26
- 2021 GQ26
- 2021 GR26
- 2021 GS26
- 2021 GT26
- 2021 GU26
- 2021 GV26
- 2021 GW26
- 2021 GY26
- 2021 GA27
- 2021 GB27
- 2021 GC27
- 2021 GD27
- 2021 GF27
- 2021 GG27
- 2021 GJ27
- 2021 GK27
- 2021 GL27
- 2021 GN27
- 2021 GO27
- 2021 GP27
- 2021 GR27
- 2021 GS27
- 2021 GT27
- 2021 GU27
- 2021 GV27
- 2021 GW27
- 2021 GY27
- 2021 GZ27
- 2021 GA28
- 2021 GB28
- 2021 GC28
- 2021 GD28
- 2021 GE28
- 2021 GH28
- 2021 GK28
- 2021 GL28
- 2021 GM28
- 2021 GO28
- 2021 GQ28
- 2021 GT28
- 2021 GV28
- 2021 GW28
- 2021 GZ28
- 2021 GA29
- 2021 GC29
- 2021 GD29
- 2021 GE29
- 2021 GF29
- 2021 GG29
- 2021 GH29
- 2021 GJ29
- 2021 GK29
- 2021 GL29
- 2021 GM29
- 2021 GN29
- 2021 GO29
- 2021 GQ29
- 2021 GR29
- 2021 GS29
- 2021 GU29
- 2021 GV29
- 2021 GW29
- 2021 GX29
- 2021 GY29
- 2021 GA30
- 2021 GC30
- 2021 GD30
- 2021 GE30
- 2021 GF30
- 2021 GG30
- 2021 GK30
- 2021 GL30
- 2021 GM30
- 2021 GN30
- 2021 GO30
- 2021 GP30
- 2021 GR30
- 2021 GS30
- 2021 GV30
- 2021 GW30
- 2021 GY30
- 2021 GZ30
- 2021 GA31
- 2021 GB31
- 2021 GC31
- 2021 GE31
- 2021 GF31
- 2021 GG31
- 2021 GJ31
- 2021 GK31
- 2021 GN31
- 2021 GO31
- 2021 GP31
- 2021 GS31
- 2021 GU31
- 2021 GW31
- 2021 GX31
- 2021 GZ31
- 2021 GA32
- 2021 GB32
- 2021 GC32
- 2021 GD32
- 2021 GE32
- 2021 GF32
- 2021 GJ32
- 2021 GK32
- 2021 GL32
- 2021 GO32
- 2021 GP32
- 2021 GQ32
- 2021 GR32
- 2021 GS32
- 2021 GT32
- 2021 GU32
- 2021 GV32
- 2021 GW32
- 2021 GZ32
- 2021 GA33
- 2021 GB33
- 2021 GC33
- 2021 GD33
- 2021 GE33
- 2021 GF33
- 2021 GG33
- 2021 GJ33
- 2021 GK33
- 2021 GM33
- 2021 GN33
- 2021 GO33
- 2021 GP33
- 2021 GQ33
- 2021 GR33
- 2021 GT33
- 2021 GV33
- 2021 GW33
- 2021 GX33
- 2021 GY33
- 2021 GZ33
- 2021 GA34
- 2021 GD34
- 2021 GE34
- 2021 GF34
- 2021 GH34
- 2021 GJ34
- 2021 GK34
- 2021 GL34
- 2021 GM34
- 2021 GO34
- 2021 GQ34
- 2021 GB35
- 2021 GE35
- 2021 GG35
- 2021 GH35
- 2021 GJ35
- 2021 GL35
- 2021 GN35
- 2021 GP35
- 2021 GQ35
- 2021 GR35
- 2021 GX35
- 2021 GY35
- 2021 GA36
- 2021 GE36
- 2021 GF36
- 2021 GJ36
- 2021 GK36
- 2021 GL36
- 2021 GM36
- 2021 GN36
- 2021 GQ36
- 2021 GR36
- 2021 GS36
- 2021 GT36
- 2021 GU36
- 2021 GX36
- 2021 GB37
- 2021 GE37
- 2021 GG37
- 2021 GJ37
- 2021 GK37
- 2021 GL37
- 2021 GN37
- 2021 GO37
- 2021 GS37
- 2021 GT37
- 2021 GU37
- 2021 GW37
- 2021 GX37
- 2021 GY37
- 2021 GA38
- 2021 GE38
- 2021 GG38
- 2021 GH38
- 2021 GJ38
- 2021 GL38
- 2021 GN38
- 2021 GQ38
- 2021 GR38
- 2021 GT38
- 2021 GV38
- 2021 GX38
- 2021 GY38
- 2021 GZ38
- 2021 GA39
- 2021 GD39
- 2021 GN39
- 2021 GO39
- 2021 GP39
- 2021 GQ39
- 2021 GR39
- 2021 GS39
- 2021 GT39
- 2021 GU39
- 2021 GV39
- 2021 GW39
- 2021 GY39
- 2021 GZ39
- 2021 GA40
- 2021 GB40
- 2021 GC40
- 2021 GE40
- 2021 GF40
- 2021 GJ40
- 2021 GM40
- 2021 GN40
- 2021 GO40
- 2021 GQ40
- 2021 GR40
- 2021 GV40
- 2021 GY40
- 2021 GA41
- 2021 GB41
- 2021 GC41
- 2021 GE41
- 2021 GF41
- 2021 GH41
- 2021 GK41
- 2021 GL41
- 2021 GM41
- 2021 GN41
- 2021 GP41
- 2021 GQ41
- 2021 GR41
- 2021 GS41
- 2021 GT41
- 2021 GU41
- 2021 GV41
- 2021 GW41
- 2021 GX41
- 2021 GZ41
- 2021 GA42
- 2021 GC42
- 2021 GF42
- 2021 GG42
- 2021 GK42
- 2021 GL42
- 2021 GO42
- 2021 GP42
- 2021 GQ42
- 2021 GR42
- 2021 GU42
- 2021 GV42
- 2021 GW42
- 2021 GX42
- 2021 GZ42
- 2021 GB43
- 2021 GC43
- 2021 GD43
- 2021 GE43
- 2021 GF43
- 2021 GG43
- 2021 GJ43
- 2021 GK43
- 2021 GN43
- 2021 GP43
- 2021 GQ43
- 2021 GR43
- 2021 GT43
- 2021 GU43
- 2021 GZ43
- 2021 GE44
- 2021 GF44
- 2021 GJ44
- 2021 GK44
- 2021 GL44
- 2021 GN44
- 2021 GO44
- 2021 GQ44
- 2021 GR44
- 2021 GS44
- 2021 GU44
- 2021 GV44
- 2021 GW44
- 2021 GX44
- 2021 GY44
- 2021 GZ44
- 2021 GB45
- 2021 GC45
- 2021 GD45
- 2021 GF45
- 2021 GH45
- 2021 GN45
- 2021 GQ45
- 2021 GR45
- 2021 GT45
- 2021 GV45
- 2021 GX45
- 2021 GY45
- 2021 GZ45
- 2021 GA46
- 2021 GC46
- 2021 GD46
- 2021 GH46
- 2021 GJ46
- 2021 GL46
- 2021 GM46
- 2021 GN46
- 2021 GO46
- 2021 GP46
- 2021 GR46
- 2021 GS46
- 2021 GU46
- 2021 GV46
- 2021 GW46
- 2021 GX46
- 2021 GY46
- 2021 GZ46
- 2021 GD47
- 2021 GE47
- 2021 GG47
- 2021 GL47
- 2021 GM47
- 2021 GP47
- 2021 GQ47
- 2021 GR47
- 2021 GU47
- 2021 GV47
- 2021 GW47
- 2021 GY47
- 2021 GD48
- 2021 GE48
- 2021 GF48
- 2021 GG48
- 2021 GJ48
- 2021 GK48
- 2021 GL48
- 2021 GM48
- 2021 GN48
- 2021 GO48
- 2021 GP48
- 2021 GR48
- 2021 GS48
- 2021 GT48
- 2021 GV48
- 2021 GX48
- 2021 GY48
- 2021 GZ48
- 2021 GB49
- 2021 GD49
- 2021 GE49
- 2021 GG49
- 2021 GH49
- 2021 GJ49
- 2021 GK49
- 2021 GN49
- 2021 GO49
- 2021 GP49
- 2021 GQ49
- 2021 GR49
- 2021 GU49
- 2021 GW49
- 2021 GZ49
- 2021 GB50
- 2021 GC50
- 2021 GE50
- 2021 GG50
- 2021 GK50
- 2021 GN50
- 2021 GP50
- 2021 GQ50
- 2021 GS50
- 2021 GT50
- 2021 GW50
- 2021 GY50
- 2021 GZ50
- 2021 GA51
- 2021 GB51
- 2021 GF51
- 2021 GH51
- 2021 GM51
- 2021 GN51
- 2021 GR51
- 2021 GT51
- 2021 GU51
- 2021 GV51
- 2021 GW51
- 2021 GX51
- 2021 GY51
- 2021 GC52
- 2021 GD52
- 2021 GE52
- 2021 GF52
- 2021 GK52
- 2021 GN52
- 2021 GP52
- 2021 GR52
- 2021 GT52
- 2021 GV52
- 2021 GW52
- 2021 GX52
- 2021 GA53
- 2021 GC53
- 2021 GE53
- 2021 GF53
- 2021 GH53
- 2021 GJ53
- 2021 GM53
- 2021 GN53
- 2021 GO53
- 2021 GP53
- 2021 GR53
- 2021 GS53
- 2021 GT53
- 2021 GU53
- 2021 GV53
- 2021 GW53
- 2021 GX53
- 2021 GY53
- 2021 GZ53
- 2021 GA54
- 2021 GC54
- 2021 GF54
- 2021 GH54
- 2021 GJ54
- 2021 GM54
- 2021 GQ54
- 2021 GR54
- 2021 GS54
- 2021 GT54
- 2021 GU54
- 2021 GD55
- 2021 GE55
- 2021 GJ55
- 2021 GL55
- 2021 GM55
- 2021 GR55
- 2021 GS55
- 2021 GV55
- 2021 GW55
- 2021 GA56
- 2021 GB56
- 2021 GC56
- 2021 GD56
- 2021 GE56
- 2021 GF56
- 2021 GG56
- 2021 GH56
- 2021 GJ56
- 2021 GM56
- 2021 GN56
- 2021 GO56
- 2021 GP56
- 2021 GT56
- 2021 GU56
- 2021 GY56
- 2021 GZ56
- 2021 GA57
- 2021 GD57
- 2021 GE57
- 2021 GF57
- 2021 GG57
- 2021 GJ57
- 2021 GK57
- 2021 GL57
- 2021 GN57
- 2021 GO57
- 2021 GP57
- 2021 GQ57
- 2021 GR57
- 2021 GS57
- 2021 GU57
- 2021 GW57
- 2021 GX57
- 2021 GA58
- 2021 GB58
- 2021 GD58
- 2021 GF58
- 2021 GJ58
- 2021 GK58
- 2021 GM58
- 2021 GN58
- 2021 GO58
- 2021 GP58
- 2021 GQ58
- 2021 GR58
- 2021 GS58
- 2021 GT58
- 2021 GU58
- 2021 GV58
- 2021 GX58
- 2021 GY58
- 2021 GZ58
- 2021 GA59
- 2021 GB59
- 2021 GC59
- 2021 GD59
- 2021 GE59
- 2021 GF59
- 2021 GG59
- 2021 GH59
- 2021 GJ59
- 2021 GL59
- 2021 GM59
- 2021 GN59
- 2021 GO59
- 2021 GQ59
- 2021 GR59
- 2021 GS59
- 2021 GV59
- 2021 GW59
- 2021 GZ59
- 2021 GC60
- 2021 GD60
- 2021 GF60
- 2021 GG60
- 2021 GJ60
- 2021 GK60
- 2021 GL60
- 2021 GO60
- 2021 GP60
- 2021 GQ60
- 2021 GR60
- 2021 GS60
- 2021 GU60
- 2021 GV60
- 2021 GX60
- 2021 GY60
- 2021 GZ60
- 2021 GB61
- 2021 GC61
- 2021 GE61
- 2021 GF61
- 2021 GG61
- 2021 GH61
- 2021 GK61
- 2021 GM61
- 2021 GN61
- 2021 GO61
- 2021 GP61
- 2021 GQ61
- 2021 GS61
- 2021 GT61
- 2021 GU61
- 2021 GW61
- 2021 GX61
- 2021 GY61
- 2021 GB62
- 2021 GC62
- 2021 GD62
- 2021 GF62
- 2021 GG62
- 2021 GJ62
- 2021 GK62
- 2021 GL62
- 2021 GN62
- 2021 GO62
- 2021 GQ62
- 2021 GR62
- 2021 GS62
- 2021 GT62
- 2021 GU62
- 2021 GV62
- 2021 GW62
- 2021 GX62
- 2021 GY62
- 2021 GA63
- 2021 GB63
- 2021 GC63
- 2021 GF63
- 2021 GH63
- 2021 GL63
- 2021 GM63
- 2021 GN63
- 2021 GQ63
- 2021 GR63
- 2021 GS63
- 2021 GT63
- 2021 GU63
- 2021 GV63
- 2021 GW63
- 2021 GY63
- 2021 GZ63
- 2021 GA64
- 2021 GB64
- 2021 GC64
- 2021 GE64
- 2021 GF64
- 2021 GG64
- 2021 GH64
- 2021 GK64
- 2021 GL64
- 2021 GM64
- 2021 GN64
- 2021 GO64
- 2021 GP64
- 2021 GQ64
- 2021 GR64
- 2021 GS64
- 2021 GX64
- 2021 GY64
- 2021 GA65
- 2021 GD65
- 2021 GE65
- 2021 GG65
- 2021 GH65
- 2021 GK65
- 2021 GM65
- 2021 GN65
- 2021 GO65
- 2021 GR65
- 2021 GS65
- 2021 GT65
- 2021 GW65
- 2021 GZ65
- 2021 GB66
- 2021 GC66
- 2021 GD66
- 2021 GF66
- 2021 GL66
- 2021 GM66
- 2021 GN66
- 2021 GO66
- 2021 GP66
- 2021 GQ66
- 2021 GR66
- 2021 GS66
- 2021 GZ66
- 2021 GA67
- 2021 GD67
- 2021 GG67
- 2021 GH67
- 2021 GM67
- 2021 GN67
- 2021 GP67
- 2021 GR67
- 2021 GS67
- 2021 GT67
- 2021 GV67
- 2021 GW67
- 2021 GX67
- 2021 GZ67
- 2021 GA68
- 2021 GB68
- 2021 GC68
- 2021 GD68
- 2021 GE68
- 2021 GG68
- 2021 GH68
- 2021 GJ68
- 2021 GM68
- 2021 GN68
- 2021 GO68
- 2021 GP68
- 2021 GQ68
- 2021 GU68
- 2021 GV68
- 2021 GX68
- 2021 GZ68
- 2021 GA69
- 2021 GB69
- 2021 GD69
- 2021 GF69
- 2021 GG69
- 2021 GH69
- 2021 GJ69
- 2021 GN69
- 2021 GO69
- 2021 GP69
- 2021 GR69
- 2021 GT69
- 2021 GW69
- 2021 GX69
- 2021 GY69
- 2021 GB70
- 2021 GC70
- 2021 GD70
- 2021 GE70
- 2021 GG70
- 2021 GH70
- 2021 GJ70
- 2021 GK70
- 2021 GL70
- 2021 GM70
- 2021 GN70
- 2021 GQ70
- 2021 GR70
- 2021 GT70
- 2021 GU70
- 2021 GV70
- 2021 GW70
- 2021 GX70
- 2021 GY70
- 2021 GZ70
- 2021 GA71
- 2021 GC71
- 2021 GE71
- 2021 GF71
- 2021 GH71
- 2021 GL71
- 2021 GO71
- 2021 GP71
- 2021 GQ71
- 2021 GT71
- 2021 GU71
- 2021 GV71
- 2021 GW71
- 2021 GX71
- 2021 GZ71
- 2021 GA72
- 2021 GB72
- 2021 GC72
- 2021 GD72
- 2021 GE72
- 2021 GF72
- 2021 GH72
- 2021 GJ72
- 2021 GK72
- 2021 GL72
- 2021 GN72
- 2021 GO72
- 2021 GP72
- 2021 GR72
- 2021 GT72
- 2021 GX72
- 2021 GZ72
- 2021 GA73
- 2021 GC73
- 2021 GD73
- 2021 GF73
- 2021 GH73
- 2021 GJ73
- 2021 GK73
- 2021 GM73
- 2021 GP73
- 2021 GQ73
- 2021 GR73
- 2021 GS73
- 2021 GT73
- 2021 GU73
- 2021 GV73
- 2021 GX73
- 2021 GY73
- 2021 GB74
- 2021 GC74
- 2021 GE74
- 2021 GG74
- 2021 GH74
- 2021 GJ74
- 2021 GK74
- 2021 GL74
- 2021 GO74
- 2021 GP74
- 2021 GQ74
- 2021 GR74
- 2021 GS74
- 2021 GU74
- 2021 GV74
- 2021 GW74
- 2021 GX74
- 2021 GY74
- 2021 GZ74
- 2021 GB75
- 2021 GC75
- 2021 GD75
- 2021 GE75
- 2021 GF75
- 2021 GG75
- 2021 GJ75
- 2021 GL75
- 2021 GN75
- 2021 GO75
- 2021 GP75
- 2021 GR75
- 2021 GS75
- 2021 GU75
- 2021 GW75
- 2021 GX75
- 2021 GY75
- 2021 GZ75
- 2021 GA76
- 2021 GB76
- 2021 GC76
- 2021 GD76
- 2021 GF76
- 2021 GK76
- 2021 GL76
- 2021 GM76
- 2021 GN76
- 2021 GO76
- 2021 GQ76
- 2021 GR76
- 2021 GS76
- 2021 GT76
- 2021 GU76
- 2021 GV76
- 2021 GW76
- 2021 GX76
- 2021 GY76
- 2021 GZ76
- 2021 GA77
- 2021 GC77
- 2021 GD77
- 2021 GF77
- 2021 GG77
- 2021 GH77
- 2021 GJ77
- 2021 GK77
- 2021 GL77
- 2021 GM77
- 2021 GN77
- 2021 GO77
- 2021 GP77
- 2021 GR77
- 2021 GT77
- 2021 GU77
- 2021 GV77
- 2021 GW77
- 2021 GX77
- 2021 GY77
- 2021 GZ77
- 2021 GA78
- 2021 GB78
- 2021 GC78
- 2021 GD78
- 2021 GE78
- 2021 GF78
- 2021 GH78
- 2021 GJ78
- 2021 GN78
- 2021 GO78
- 2021 GP78
- 2021 GQ78
- 2021 GR78
- 2021 GS78
- 2021 GT78
- 2021 GU78
- 2021 GV78
- 2021 GW78
- 2021 GX78
- 2021 GZ78
- 2021 GA79
- 2021 GC79
- 2021 GD79
- 2021 GF79
- 2021 GG79
- 2021 GH79
- 2021 GK79
- 2021 GO79
- 2021 GP79
- 2021 GQ79
- 2021 GR79
- 2021 GS79
- 2021 GT79
- 2021 GU79
- 2021 GW79
- 2021 GX79
- 2021 GY79
- 2021 GZ79
- 2021 GB80
- 2021 GC80
- 2021 GD80
- 2021 GG80
- 2021 GH80
- 2021 GJ80
- 2021 GN80
- 2021 GP80
- 2021 GQ80
- 2021 GR80
- 2021 GS80
- 2021 GU80
- 2021 GV80
- 2021 GW80
- 2021 GZ80
- 2021 GE81
- 2021 GF81
- 2021 GG81
- 2021 GH81
- 2021 GJ81
- 2021 GK81
- 2021 GL81
- 2021 GM81
- 2021 GO81
- 2021 GQ81
- 2021 GR81
- 2021 GS81
- 2021 GT81
- 2021 GU81
- 2021 GV81
- 2021 GW81
- 2021 GY81
- 2021 GZ81
- 2021 GA82
- 2021 GB82
- 2021 GD82
- 2021 GE82
- 2021 GF82
- 2021 GG82
- 2021 GH82
- 2021 GK82
- 2021 GL82
- 2021 GM82
- 2021 GN82
- 2021 GO82
- 2021 GP82
- 2021 GQ82
- 2021 GR82
- 2021 GS82
- 2021 GT82
- 2021 GW82
- 2021 GX82
- 2021 GZ82
- 2021 GC83
- 2021 GD83
- 2021 GE83
- 2021 GF83
- 2021 GG83
- 2021 GH83
- 2021 GK83
- 2021 GL83
- 2021 GM83
- 2021 GN83
- 2021 GO83
- 2021 GP83
- 2021 GQ83
- 2021 GR83
- 2021 GS83
- 2021 GV83
- 2021 GA84
- 2021 GD84
- 2021 GE84
- 2021 GF84
- 2021 GJ84
- 2021 GN84
- 2021 GO84
- 2021 GQ84
- 2021 GR84
- 2021 GU84
- 2021 GW84
- 2021 GY84
- 2021 GZ84
- 2021 GA85
- 2021 GD85
- 2021 GM85
- 2021 GN85
- 2021 GO85
- 2021 GQ85
- 2021 GR85
- 2021 GS85
- 2021 GU85
- 2021 GV85
- 2021 GW85
- 2021 GX85
- 2021 GA86
- 2021 GB86
- 2021 GC86
- 2021 GD86
- 2021 GG86
- 2021 GJ86
- 2021 GK86
- 2021 GM86
- 2021 GN86
- 2021 GO86
- 2021 GP86
- 2021 GR86
- 2021 GT86
- 2021 GU86
- 2021 GV86
- 2021 GY86
- 2021 GA87
- 2021 GF87
- 2021 GK87
- 2021 GL87
- 2021 GM87
- 2021 GO87
- 2021 GP87
- 2021 GQ87
- 2021 GR87
- 2021 GS87
- 2021 GU87
- 2021 GV87
- 2021 GW87
- 2021 GX87
- 2021 GY87
- 2021 GZ87
- 2021 GB88
- 2021 GD88
- 2021 GE88
- 2021 GF88
- 2021 GG88
- 2021 GH88
- 2021 GK88
- 2021 GL88
- 2021 GM88
- 2021 GN88
- 2021 GO88
- 2021 GP88
- 2021 GT88
- 2021 GU88
- 2021 GV88
- 2021 GW88
- 2021 GX88
- 2021 GY88
- 2021 GA89
- 2021 GC89
- 2021 GD89
- 2021 GE89
- 2021 GF89
- 2021 GG89
- 2021 GH89
- 2021 GJ89
- 2021 GK89
- 2021 GL89
- 2021 GM89
- 2021 GN89
- 2021 GR89
- 2021 GT89
- 2021 GV89
- 2021 GX89
- 2021 GY89
- 2021 GZ89
- 2021 GA90
- 2021 GB90
- 2021 GD90
- 2021 GH90
- 2021 GK90
- 2021 GN90
- 2021 GO90
- 2021 GP90
- 2021 GQ90
- 2021 GR90
- 2021 GS90
- 2021 GU90
- 2021 GV90
- 2021 GW90
- 2021 GX90
- 2021 GY90
- 2021 GZ90
- 2021 GA91
- 2021 GB91
- 2021 GC91
- 2021 GD91
- 2021 GE91
- 2021 GF91
- 2021 GG91
- 2021 GH91
- 2021 GK91
- 2021 GL91
- 2021 GN91
- 2021 GO91
- 2021 GP91
- 2021 GR91
- 2021 GT91
- 2021 GU91
- 2021 GV91
- 2021 GW91
- 2021 GX91
- 2021 GY91
- 2021 GZ91
- 2021 GA92
- 2021 GB92
- 2021 GC92
- 2021 GD92
- 2021 GE92
- 2021 GF92
- 2021 GG92
- 2021 GH92
- 2021 GJ92
- 2021 GK92
- 2021 GL92
- 2021 GM92
- 2021 GN92
- 2021 GO92
- 2021 GP92
- 2021 GQ92
- 2021 GR92
- 2021 GS92
- 2021 GT92
- 2021 GU92
- 2021 GV92
- 2021 GX92
- 2021 GY92
- 2021 GZ92
- 2021 GA93
- 2021 GB93
- 2021 GC93
- 2021 GD93
- 2021 GE93
- 2021 GF93
- 2021 GG93
- 2021 GH93
- 2021 GJ93
- 2021 GK93
- 2021 GL93
- 2021 GM93
- 2021 GN93
- 2021 GO93
- 2021 GP93
- 2021 GQ93
- 2021 GR93
- 2021 GS93
- 2021 GT93
- 2021 GU93
- 2021 GV93
- 2021 GW93
- 2021 GX93
- 2021 GY93
- 2021 GZ93
- 2021 GA94
- 2021 GB94
- 2021 GC94
- 2021 GD94
- 2021 GF94
- 2021 GG94
- 2021 GH94
- 2021 GJ94
- 2021 GK94
- 2021 GL94
- 2021 GM94
- 2021 GN94
- 2021 GO94
- 2021 GP94
- 2021 GQ94
- 2021 GR94
- 2021 GS94
- 2021 GT94
- 2021 GU94
- 2021 GV94
- 2021 GW94
- 2021 GX94
- 2021 GY94
- 2021 GZ94
- 2021 GA95
- 2021 GB95
- 2021 GC95
- 2021 GD95
- 2021 GE95
- 2021 GF95
- 2021 GG95
- 2021 GH95
- 2021 GJ95
- 2021 GK95
- 2021 GL95
- 2021 GM95
- 2021 GN95
- 2021 GO95
- 2021 GP95
- 2021 GQ95
- 2021 GR95
- 2021 GS95
- 2021 GT95
- 2021 GU95
- 2021 GV95
- 2021 GW95
- 2021 GX95
- 2021 GY95
- 2021 GZ95
- 2021 GA96
- 2021 GB96
- 2021 GC96
- 2021 GD96
- 2021 GE96
- 2021 GF96
- 2021 GG96
- 2021 GH96
- 2021 GJ96
- 2021 GK96
- 2021 GL96
- 2021 GM96
- 2021 GN96
- 2021 GO96
- 2021 GP96
- 2021 GQ96
- 2021 GR96
- 2021 GS96
- 2021 GT96
- 2021 GU96
- 2021 GV96
- 2021 GW96
- 2021 GX96
- 2021 GY96
- 2021 GZ96
- 2021 GA97
- 2021 GB97
- 2021 GC97
- 2021 GE97
- 2021 GF97
- 2021 GG97
- 2021 GH97
- 2021 GJ97
- 2021 GK97
- 2021 GL97
- 2021 GM97
- 2021 GN97
- 2021 GO97
- 2021 GP97
- 2021 GQ97
- 2021 GR97
- 2021 GS97
- 2021 GT97
- 2021 GU97
- 2021 GV97
- 2021 GW97
- 2021 GX97
- 2021 GY97
- 2021 GZ97
- 2021 GB98
- 2021 GC98
- 2021 GD98
- 2021 GE98
- 2021 GF98
- 2021 GG98
- 2021 GH98
- 2021 GJ98
- 2021 GK98
- 2021 GL98
- 2021 GN98
- 2021 GO98
- 2021 GP98
- 2021 GQ98
- 2021 GR98
- 2021 GS98
- 2021 GT98
- 2021 GU98
- 2021 GV98
- 2021 GX98
- 2021 GA99
- 2021 GD99
- 2021 GF99
- 2021 GG99
- 2021 GH99
- 2021 GL99
- 2021 GM99
- 2021 GO99
- 2021 GP99
- 2021 GQ99
- 2021 GR99
- 2021 GS99
- 2021 GT99
- 2021 GV99
- 2021 GW99
- 2021 GX99
- 2021 GY99
- 2021 GZ99
- 2021 GB100
- 2021 GD100
- 2021 GE100
- 2021 GF100
- 2021 GG100
- 2021 GH100
- 2021 GJ100
- 2021 GK100
- 2021 GL100
- 2021 GM100
- 2021 GN100
- 2021 GO100
- 2021 GP100
- 2021 GQ100
- 2021 GS100
- 2021 GT100
- 2021 GU100
- 2021 GV100
- 2021 GW100
- 2021 GX100
- 2021 GY100
- 2021 GZ100
- 2021 GA101
- 2021 GB101
- 2021 GC101
- 2021 GD101
- 2021 GE101
- 2021 GF101
- 2021 GH101
- 2021 GJ101
- 2021 GL101
- 2021 GM101
- 2021 GN101
- 2021 GP101
- 2021 GR101
- 2021 GS101
- 2021 GU101
- 2021 GV101
- 2021 GW101
- 2021 GX101
- 2021 GY101
- 2021 GZ101
- 2021 GA102
- 2021 GB102
- 2021 GC102
- 2021 GD102
- 2021 GE102
- 2021 GH102
- 2021 GJ102
- 2021 GK102
- 2021 GL102
- 2021 GM102
- 2021 GS102
- 2021 GT102
- 2021 GU102
- 2021 GV102
- 2021 GW102
- 2021 GX102
- 2021 GY102
- 2021 GZ102
- 2021 GA103
- 2021 GB103
- 2021 GC103
- 2021 GD103
- 2021 GE103
- 2021 GF103
- 2021 GG103
- 2021 GH103
- 2021 GJ103
- 2021 GK103
- 2021 GL103
- 2021 GM103
- 2021 GN103
- 2021 GO103
- 2021 GQ103
- 2021 GR103
- 2021 GS103
- 2021 GT103
- 2021 GU103
- 2021 GV103
- 2021 GW103
- 2021 GX103
- 2021 GY103
- 2021 GZ103
- 2021 GA104
- 2021 GB104
- 2021 GD104
- 2021 GE104
- 2021 GF104
- 2021 GG104
- 2021 GH104
- 2021 GJ104
- 2021 GL104
- 2021 GM104
- 2021 GN104
- 2021 GO104
- 2021 GP104
- 2021 GQ104
- 2021 GR104
- 2021 GS104
- 2021 GT104
- 2021 GV104
- 2021 GY104
- 2021 GZ104
- 2021 GA105
- 2021 GB105
- 2021 GC105
- 2021 GE105
- 2021 GF105
- 2021 GG105
- 2021 GH105
- 2021 GJ105
- 2021 GL105
- 2021 GM105
- 2021 GN105
- 2021 GO105
- 2021 GP105
- 2021 GR105
- 2021 GT105
- 2021 GU105
- 2021 GV105
- 2021 GX105
- 2021 GY105
- 2021 GZ105
- 2021 GA106
- 2021 GB106
- 2021 GC106
- 2021 GD106
- 2021 GE106
- 2021 GH106
- 2021 GJ106
- 2021 GK106
- 2021 GM106
- 2021 GN106
- 2021 GO106
- 2021 GP106
- 2021 GQ106
- 2021 GR106
- 2021 GS106
- 2021 GT106
- 2021 GU106
- 2021 GV106
- 2021 GW106
- 2021 GX106
- 2021 GY106
- 2021 GZ106
- 2021 GA107
- 2021 GC107
- 2021 GD107
- 2021 GE107
- 2021 GG107
- 2021 GH107
- 2021 GJ107
- 2021 GK107
- 2021 GL107
- 2021 GM107
- 2021 GN107
- 2021 GO107
- 2021 GQ107
- 2021 GR107
- 2021 GS107
- 2021 GT107
- 2021 GU107
- 2021 GV107
- 2021 GW107
- 2021 GX107
- 2021 GY107
- 2021 GZ107
- 2021 GA108
- 2021 GB108
- 2021 GC108
- 2021 GD108
- 2021 GE108
- 2021 GF108
- 2021 GG108
- 2021 GH108
- 2021 GJ108
- 2021 GK108
- 2021 GL108
- 2021 GM108
- 2021 GO108
- 2021 GP108
- 2021 GQ108
- 2021 GR108
- 2021 GS108
- 2021 GT108
- 2021 GU108
- 2021 GV108
- 2021 GW108
- 2021 GZ108
- 2021 GA109
- 2021 GB109
- 2021 GE109
- 2021 GF109
- 2021 GG109
- 2021 GH109
- 2021 GJ109
- 2021 GL109
- 2021 GM109
- 2021 GN109
- 2021 GO109
- 2021 GP109
- 2021 GQ109
- 2021 GR109
- 2021 GS109
- 2021 GT109
- 2021 GU109
- 2021 GV109
- 2021 GW109
- 2021 GX109
- 2021 GY109
- 2021 GA110
- 2021 GB110
- 2021 GC110
- 2021 GD110
- 2021 GE110
- 2021 GF110
- 2021 GG110
- 2021 GJ110
- 2021 GK110
- 2021 GL110
- 2021 GO110
- 2021 GP110
- 2021 GQ110
- 2021 GR110
- 2021 GS110
- 2021 GU110
- 2021 GV110
- 2021 GW110
- 2021 GX110
- 2021 GY110
- 2021 GZ110
- 2021 GC111
- 2021 GD111
- 2021 GE111
- 2021 GF111
- 2021 GG111
- 2021 GH111
- 2021 GJ111
- 2021 GL111
- 2021 GM111
- 2021 GO111
- 2021 GR111
- 2021 GS111
- 2021 GU111
- 2021 GV111
- 2021 GW111
- 2021 GX111
- 2021 GY111
- 2021 GZ111
- 2021 GA112
- 2021 GB112
- 2021 GC112
- 2021 GD112
- 2021 GE112
- 2021 GF112
- 2021 GG112
- 2021 GH112
- 2021 GJ112
- 2021 GL112
- 2021 GM112
- 2021 GN112
- 2021 GP112
- 2021 GQ112
- 2021 GR112
- 2021 GS112
- 2021 GT112
- 2021 GU112
- 2021 GV112
- 2021 GW112
- 2021 GX112
- 2021 GY112
- 2021 GZ112
- 2021 GA113
- 2021 GB113
- 2021 GC113
- 2021 GD113
- 2021 GE113
- 2021 GF113
- 2021 GH113
- 2021 GJ113
- 2021 GK113
- 2021 GL113
- 2021 GN113
- 2021 GQ113
- 2021 GW113
- 2021 GC114
- 2021 GE114
- 2021 GG114
- 2021 GH114
- 2021 GK114
- 2021 GM114
- 2021 GP114
- 2021 GQ114
- 2021 GR114
- 2021 GS114
- 2021 GT114
- 2021 GU114
- 2021 GW114
- 2021 GY114
- 2021 GB115
- 2021 GG115
- 2021 GH115
- 2021 GK115
- 2021 GL115
- 2021 GM115
- 2021 GO115
- 2021 GP115
- 2021 GQ115
- 2021 GR115
- 2021 GT115
- 2021 GU115
- 2021 GV115
- 2021 GW115
- 2021 GX115
- 2021 GY115
- 2021 GA116
- 2021 GC116
- 2021 GD116
- 2021 GE116
- 2021 GF116
- 2021 GG116
- 2021 GH116
- 2021 GJ116
- 2021 GK116
- 2021 GL116
- 2021 GM116
- 2021 GN116
- 2021 GO116
- 2021 GP116
- 2021 GQ116
- 2021 GR116
- 2021 GS116
- 2021 GT116
- 2021 GU116
- 2021 GV116
- 2021 GX116
- 2021 GY116
- 2021 GZ116
- 2021 GA117
- 2021 GB117
- 2021 GD117
- 2021 GE117
- 2021 GF117
- 2021 GG117
- 2021 GH117
- 2021 GJ117
- 2021 GK117
- 2021 GM117
- 2021 GO117
- 2021 GP117
- 2021 GR117
- 2021 GS117
- 2021 GT117
- 2021 GU117
- 2021 GV117
- 2021 GW117
- 2021 GX117
- 2021 GY117
- 2021 GZ117
- 2021 GA118
- 2021 GB118
- 2021 GC118
- 2021 GD118
- 2021 GF118
- 2021 GH118
- 2021 GJ118
- 2021 GK118
- 2021 GL118
- 2021 GM118
- 2021 GN118
- 2021 GO118
- 2021 GP118
- 2021 GQ118
- 2021 GR118
- 2021 GS118
- 2021 GT118
- 2021 GU118
- 2021 GV118
- 2021 GW118
- 2021 GX118
- 2021 GY118
- 2021 GZ118
- 2021 GA119
- 2021 GB119
- 2021 GC119
- 2021 GD119
- 2021 GE119
- 2021 GF119
- 2021 GG119
- 2021 GJ119
- 2021 GK119
- 2021 GL119
- 2021 GM119
- 2021 GN119
- 2021 GP119
- 2021 GQ119
- 2021 GR119
- 2021 GS119
- 2021 GT119
- 2021 GU119
- 2021 GV119
- 2021 GW119
- 2021 GX119
- 2021 GY119
- 2021 GZ119
- 2021 GA120
- 2021 GB120
- 2021 GC120
- 2021 GD120
- 2021 GE120
- 2021 GF120
- 2021 GG120
- 2021 GH120
- 2021 GJ120
- 2021 GK120
- 2021 GL120
- 2021 GM120
- 2021 GN120
- 2021 GO120
- 2021 GP120
- 2021 GQ120
- 2021 GR120
- 2021 GT120
- 2021 GU120
- 2021 GV120
- 2021 GW120
- 2021 GX120
- 2021 GY120
- 2021 GZ120
- 2021 GA121
- 2021 GB121
- 2021 GC121
- 2021 GD121
- 2021 GE121
- 2021 GF121
- 2021 GG121
- 2021 GH121
- 2021 GJ121
- 2021 GK121
- 2021 GL121
- 2021 GM121
- 2021 GN121
- 2021 GO121
- 2021 GP121
- 2021 GQ121
- 2021 GR121
- 2021 GS121
- 2021 GT121
- 2021 GU121
- 2021 GV121
- 2021 GW121
- 2021 GX121
- 2021 GY121
- 2021 GB122
- 2021 GD122
- 2021 GE122
- 2021 GG122
- 2021 GH122
- 2021 GK122
- 2021 GL122
- 2021 GN122
- 2021 GO122
- 2021 GP122
- 2021 GQ122
- 2021 GR122
- 2021 GT122
- 2021 GU122
- 2021 GW122
- 2021 GX122
- 2021 GY122
- 2021 GZ122
- 2021 GA123
- 2021 GB123
- 2021 GC123
- 2021 GD123
- 2021 GF123
- 2021 GG123
- 2021 GH123
- 2021 GJ123
- 2021 GK123
- 2021 GL123
- 2021 GM123
- 2021 GN123
- 2021 GO123
- 2021 GP123
- 2021 GR123
- 2021 GT123
- 2021 GU123
- 2021 GV123
- 2021 GW123
- 2021 GX123
- 2021 GY123
- 2021 GZ123
- 2021 GA124
- 2021 GB124
- 2021 GC124
- 2021 GD124
- 2021 GE124
- 2021 GG124
- 2021 GH124
- 2021 GJ124
- 2021 GK124
- 2021 GL124
- 2021 GM124
- 2021 GN124
- 2021 GQ124
- 2021 GR124
- 2021 GS124
- 2021 GT124
- 2021 GU124
- 2021 GV124
- 2021 GW124
- 2021 GZ124
- 2021 GA125
- 2021 GB125
- 2021 GC125
- 2021 GD125
- 2021 GE125
- 2021 GF125
- 2021 GG125
- 2021 GH125
- 2021 GJ125
- 2021 GK125
- 2021 GL125
- 2021 GM125
- 2021 GO125
- 2021 GP125
- 2021 GQ125
- 2021 GR125
- 2021 GS125
- 2021 GT125
- 2021 GU125
- 2021 GV125
- 2021 GW125
- 2021 GX125
- 2021 GY125
- 2021 GZ125
- 2021 GA126
- 2021 GB126
- 2021 GC126
- 2021 GE126
- 2021 GF126
- 2021 GG126
- 2021 GH126
- 2021 GJ126
- 2021 GL126
- 2021 GM126
- 2021 GN126
- 2021 GO126
- 2021 GP126
- 2021 GQ126
- 2021 GR126
- 2021 GS126
- 2021 GT126
- 2021 GU126
- 2021 GV126
- 2021 GX126
- 2021 GY126
- 2021 GA127
- 2021 GB127
- 2021 GC127
- 2021 GD127
- 2021 GF127
- 2021 GG127
- 2021 GH127
- 2021 GJ127
- 2021 GK127
- 2021 GL127
- 2021 GM127
- 2021 GN127
- 2021 GP127
- 2021 GQ127
- 2021 GR127
- 2021 GS127
- 2021 GU127
- 2021 GW127
- 2021 GX127
- 2021 GZ127
- 2021 GA128
- 2021 GB128
- 2021 GC128
- 2021 GD128
- 2021 GE128
- 2021 GF128
- 2021 GH128
- 2021 GJ128
- 2021 GK128
- 2021 GL128
- 2021 GM128
- 2021 GN128
- 2021 GQ128
- 2021 GR128
- 2021 GS128
- 2021 GT128
- 2021 GU128
- 2021 GV128
- 2021 GW128
- 2021 GX128
- 2021 GY128
- 2021 GZ128
- 2021 GA129
- 2021 GB129
- 2021 GC129
- 2021 GD129
- 2021 GE129
- 2021 GF129
- 2021 GG129
- 2021 GH129
- 2021 GJ129
- 2021 GK129
- 2021 GL129
- 2021 GN129
- 2021 GO129
- 2021 GP129
- 2021 GQ129
- 2021 GR129
- 2021 GS129
- 2021 GT129
- 2021 GU129
- 2021 GV129
- 2021 GW129
- 2021 GX129
- 2021 GY129
- 2021 GZ129
- 2021 GB130
- 2021 GC130
- 2021 GD130
- 2021 GF130
- 2021 GG130
- 2021 GH130
- 2021 GJ130
- 2021 GK130
- 2021 GL130
- 2021 GN130
- 2021 GO130
- 2021 GP130
- 2021 GQ130
- 2021 GR130
- 2021 GS130
- 2021 GU130
- 2021 GV130
- 2021 GW130
- 2021 GY130
- 2021 GZ130
- 2021 GA131
- 2021 GB131
- 2021 GC131
- 2021 GD131
- 2021 GE131
- 2021 GF131
- 2021 GH131
- 2021 GJ131
- 2021 GK131
- 2021 GL131
- 2021 GM131
- 2021 GN131
- 2021 GO131
- 2021 GP131
- 2021 GQ131
- 2021 GR131
- 2021 GT131
- 2021 GU131
- 2021 GV131
- 2021 GW131
- 2021 GX131
- 2021 GY131
- 2021 GZ131
- 2021 GA132
- 2021 GC132
- 2021 GD132
- 2021 GF132
- 2021 GJ132
- 2021 GM132
- 2021 GP132
- 2021 GQ132
- 2021 GR132
- 2021 GS132
- 2021 GT132
- 2021 GU132
- 2021 GV132
- 2021 GW132
- 2021 GX132
- 2021 GY132
- 2021 GZ132
- 2021 GA133
- 2021 GB133
- 2021 GC133
- 2021 GD133
- 2021 GE133
- 2021 GH133
- 2021 GJ133
- 2021 GK133
- 2021 GL133
- 2021 GM133
- 2021 GN133
- 2021 GO133
- 2021 GP133
- 2021 GQ133
- 2021 GT133
- 2021 GV133
- 2021 GW133
- 2021 GY133
- 2021 GZ133
- 2021 GA134
- 2021 GB134
- 2021 GC134
- 2021 GF134
- 2021 GH134
- 2021 GJ134
- 2021 GK134
- 2021 GL134
- 2021 GM134
- 2021 GN134
- 2021 GO134
- 2021 GP134
- 2021 GQ134
- 2021 GR134
- 2021 GS134
- 2021 GT134
- 2021 GU134
- 2021 GW134
- 2021 GY134
- 2021 GZ134
- 2021 GA135
- 2021 GB135
- 2021 GE135
- 2021 GF135
- 2021 GG135
- 2021 GJ135
- 2021 GK135
- 2021 GM135
- 2021 GN135
- 2021 GO135
- 2021 GP135
- 2021 GR135
- 2021 GS135
- 2021 GT135
- 2021 GU135
- 2021 GV135
- 2021 GW135
- 2021 GX135
- 2021 GY135
- 2021 GA136
- 2021 GB136
- 2021 GC136
- 2021 GD136
- 2021 GE136
- 2021 GF136
- 2021 GG136
- 2021 GH136
- 2021 GJ136
- 2021 GK136
- 2021 GL136
- 2021 GM136
- 2021 GN136
- 2021 GO136
- 2021 GQ136
- 2021 GR136
- 2021 GS136
- 2021 GT136
- 2021 GU136
- 2021 GV136
- 2021 GX136
- 2021 GY136
- 2021 GZ136
- 2021 GA137
- 2021 GC137
- 2021 GD137
- 2021 GE137
- 2021 GF137
- 2021 GG137
- 2021 GH137
- 2021 GJ137
- 2021 GK137
- 2021 GM137
- 2021 GN137
- 2021 GO137
- 2021 GQ137
- 2021 GR137
- 2021 GS137
- 2021 GT137
- 2021 GU137
- 2021 GV137
- 2021 GW137
- 2021 GX137
- 2021 GY137
- 2021 GZ137
- 2021 GA138
- 2021 GC138
- 2021 GD138
- 2021 GE138
- 2021 GF138
- 2021 GG138
- 2021 GH138
- 2021 GJ138
- 2021 GK138
- 2021 GM138
- 2021 GN138
- 2021 GO138
- 2021 GP138
- 2021 GQ138
- 2021 GR138
- 2021 GS138
- 2021 GT138
- 2021 GU138
- 2021 GV138
- 2021 GW138
- 2021 GX138
- 2021 GY138
- 2021 GZ138
- 2021 GA139
- 2021 GB139
- 2021 GC139
- 2021 GD139
- 2021 GE139
- 2021 GF139
- 2021 GG139
- 2021 GH139
- 2021 GM139
- 2021 GN139
- 2021 GO139
- 2021 GQ139
- 2021 GR139
- 2021 GS139
- 2021 GT139
- 2021 GV139
- 2021 GW139
- 2021 GX139
- 2021 GY139
- 2021 GZ139
- 2021 GA140
- 2021 GB140
- 2021 GC140
- 2021 GD140
- 2021 GE140
- 2021 GF140
- 2021 GG140
- 2021 GJ140
- 2021 GK140
- 2021 GL140
- 2021 GM140
- 2021 GP140
- 2021 GQ140
- 2021 GR140
- 2021 GS140
- 2021 GT140
- 2021 GU140
- 2021 GV140
- 2021 GW140
- 2021 GX140
- 2021 GY140
- 2021 GZ140
- 2021 GA141
- 2021 GB141
- 2021 GD141
- 2021 GF141
- 2021 GG141
- 2021 GH141
- 2021 GJ141
- 2021 GK141
- 2021 GL141
- 2021 GM141
- 2021 GN141
- 2021 GP141
- 2021 GQ141
- 2021 GR141
- 2021 GS141
- 2021 GT141
- 2021 GU141
- 2021 GV141
- 2021 GX141
- 2021 GY141
- 2021 GZ141
- 2021 GA142
- 2021 GB142
- 2021 GC142
- 2021 GD142
- 2021 GE142
- 2021 GF142
- 2021 GH142
- 2021 GJ142
- 2021 GK142
- 2021 GL142
- 2021 GM142
- 2021 GN142
- 2021 GO142
- 2021 GP142
- 2021 GQ142
- 2021 GR142
- 2021 GS142
- 2021 GT142
- 2021 GU142
- 2021 GV142
- 2021 GW142
- 2021 GX142
- 2021 GZ142
- 2021 GA143
- 2021 GB143
- 2021 GC143
- 2021 GD143
- 2021 GE143
- 2021 GF143
- 2021 GG143
- 2021 GH143
- 2021 GJ143
- 2021 GK143
- 2021 GL143
- 2021 GM143
- 2021 GO143
- 2021 GQ143
- 2021 GR143
- 2021 GS143
- 2021 GT143
- 2021 GU143
- 2021 GV143
- 2021 GW143
- 2021 GX143
- 2021 GY143
- 2021 GZ143
- 2021 GA144
- 2021 GC144
- 2021 GD144
- 2021 GE144
- 2021 GF144
- 2021 GG144
- 2021 GH144
- 2021 GJ144
- 2021 GK144
- 2021 GM144
- 2021 GN144
- 2021 GO144
- 2021 GQ144
- 2021 GR144
- 2021 GS144
- 2021 GT144
- 2021 GU144
- 2021 GV144
- 2021 GW144
- 2021 GX144
- 2021 GY144
- 2021 GZ144
- 2021 GA145
- 2021 GB145
- 2021 GC145
- 2021 GD145
- 2021 GE145
- 2021 GF145
- 2021 GG145
- 2021 GH145
- 2021 GJ145
- 2021 GM145
- 2021 GN145
- 2021 GO145
- 2021 GP145
- 2021 GQ145
- 2021 GR145
- 2021 GS145
- 2021 GT145
- 2021 GU145
- 2021 GV145
- 2021 GW145
- 2021 GX145
- 2021 GY145
- 2021 GZ145
- 2021 GB146
- 2021 GE146
- 2021 GF146
- 2021 GG146
- 2021 GH146
- 2021 GJ146
- 2021 GM146
- 2021 GN146
- 2021 GO146
- 2021 GP146
- 2021 GQ146
- 2021 GR146
- 2021 GS146
- 2021 GT146
- 2021 GU146
- 2021 GV146
- 2021 GW146
- 2021 GX146
- 2021 GY146
- 2021 GZ146
- 2021 GA147
- 2021 GB147
- 2021 GC147
- 2021 GE147
- 2021 GF147
- 2021 GG147
- 2021 GH147
- 2021 GJ147
- 2021 GK147
- 2021 GL147
- 2021 GM147
- 2021 GN147
- 2021 GO147
- 2021 GP147
- 2021 GQ147
- 2021 GR147
- 2021 GS147
- 2021 GT147
- 2021 GU147
- 2021 GV147
- 2021 GX147
- 2021 GY147
- 2021 GZ147
- 2021 GA148
- 2021 GB148
- 2021 GC148
- 2021 GD148
- 2021 GE148
- 2021 GF148
- 2021 GG148
- 2021 GH148
- 2021 GJ148
- 2021 GK148
- 2021 GN148
- 2021 GO148
- 2021 GP148
- 2021 GQ148
- 2021 GR148
- 2021 GS148
- 2021 GT148
- 2021 GV148
- 2021 GW148
- 2021 GY148
- 2021 GZ148
- 2021 GA149
- 2021 GB149
- 2021 GC149
- 2021 GD149
- 2021 GE149
- 2021 GF149
- 2021 GG149
- 2021 GH149
- 2021 GJ149
- 2021 GK149
- 2021 GL149
- 2021 GM149
- 2021 GN149
- 2021 GO149
- 2021 GP149
- 2021 GQ149
- 2021 GR149
- 2021 GS149
- 2021 GT149
- 2021 GV149
- 2021 GW149
- 2021 GX149
- 2021 GY149
- 2021 GZ149
- 2021 GA150
- 2021 GB150
- 2021 GC150
- 2021 GD150
- 2021 GF150
- 2021 GG150
- 2021 GH150
- 2021 GJ150
- 2021 GK150
- 2021 GN150
- 2021 GO150
- 2021 GP150
- 2021 GQ150
- 2021 GR150
- 2021 GT150
- 2021 GU150
- 2021 GV150
- 2021 GX150
- 2021 GY150
- 2021 GA151
- 2021 GB151
- 2021 GC151
- 2021 GD151
- 2021 GE151
- 2021 GF151
- 2021 GG151
- 2021 GH151
- 2021 GJ151
- 2021 GK151
- 2021 GL151
- 2021 GM151
- 2021 GN151
- 2021 GO151
- 2021 GP151
- 2021 GQ151
- 2021 GR151
- 2021 GS151
- 2021 GT151
- 2021 GU151
- 2021 GV151
- 2021 GW151
- 2021 GX151
- 2021 GY151
- 2021 GZ151
- 2021 GA152
- 2021 GB152
- 2021 GC152
- 2021 GE152
- 2021 GF152
- 2021 GG152
- 2021 GH152
- 2021 GK152
- 2021 GL152
- 2021 GM152
- 2021 GN152
- 2021 GO152
- 2021 GP152
- 2021 GQ152
- 2021 GR152
- 2021 GS152
- 2021 GT152
- 2021 GU152
- 2021 GV152
- 2021 GW152
- 2021 GX152
- 2021 GY152
- 2021 GZ152
- 2021 GA153
- 2021 GB153
- 2021 GC153
- 2021 GD153
- 2021 GE153
- 2021 GF153
- 2021 GG153
- 2021 GJ153
- 2021 GM153
- 2021 GQ153
- 2021 GS153
- 2021 GT153
- 2021 GU153
- 2021 GV153
- 2021 GW153
- 2021 GZ153
- 2021 GB154
- 2021 GC154
- 2021 GD154
- 2021 GE154
- 2021 GF154
- 2021 GG154
- 2021 GH154
- 2021 GJ154
- 2021 GK154
- 2021 GL154
- 2021 GM154
- 2021 GN154
- 2021 GO154
- 2021 GP154
- 2021 GQ154
- 2021 GR154
- 2021 GS154
- 2021 GT154
- 2021 GU154
- 2021 GV154
- 2021 GW154
- 2021 GX154
- 2021 GY154
- 2021 GZ154
- 2021 GA155
- 2021 GB155
- 2021 GC155
- 2021 GD155
- 2021 GE155
- 2021 GF155
- 2021 GG155
- 2021 GH155
- 2021 GJ155
- 2021 GK155
- 2021 GL155
- 2021 GN155
- 2021 GO155
- 2021 GP155
- 2021 GQ155
- 2021 GR155
- 2021 GS155
- 2021 GU155
- 2021 GV155
- 2021 GW155
- 2021 GX155
- 2021 GY155
- 2021 GZ155
- 2021 GA156
- 2021 GB156
- 2021 GC156
- 2021 GD156
- 2021 GE156
- 2021 GG156
- 2021 GH156
- 2021 GJ156
- 2021 GK156
- 2021 GL156
- 2021 GM156
- 2021 GN156
- 2021 GO156
- 2021 GP156
- 2021 GQ156
- 2021 GR156
- 2021 GT156
- 2021 GV156
- 2021 GW156
- 2021 GX156
- 2021 GY156
- 2021 GZ156
- 2021 GB157
- 2021 GC157
- 2021 GD157
- 2021 GE157
- 2021 GF157
- 2021 GG157
- 2021 GJ157
- 2021 GK157
- 2021 GL157
- 2021 GM157
- 2021 GN157
- 2021 GO157
- 2021 GP157
- 2021 GQ157
- 2021 GR157
- 2021 GT157
- 2021 GV157
- 2021 GX157
- 2021 GY157
- 2021 GZ157
- 2021 GA158
- 2021 GB158
- 2021 GC158
- 2021 GD158
- 2021 GE158
- 2021 GF158
- 2021 GG158
- 2021 GH158
- 2021 GK158
- 2021 GL158
- 2021 GM158
- 2021 GN158
- 2021 GO158
- 2021 GP158
- 2021 GQ158
- 2021 GR158
- 2021 GU158
- 2021 GV158
- 2021 GW158
- 2021 GX158
- 2021 GZ158
- 2021 GA159
- 2021 GB159
- 2021 GC159
- 2021 GD159
- 2021 GE159
- 2021 GF159
- 2021 GG159
- 2021 GK159
- 2021 GO159
- 2021 GQ159
- 2021 GS159
- 2021 GT159
- 2021 GV159
- 2021 GW159
- 2021 GX159
- 2021 GZ159
- 2021 GA160
- 2021 GB160
- 2021 GC160
- 2021 GD160
- 2021 GE160
- 2021 GF160
- 2021 GH160
- 2021 GJ160
- 2021 GK160
- 2021 GL160
- 2021 GM160
- 2021 GN160
- 2021 GO160
- 2021 GP160
- 2021 GQ160
- 2021 GR160
- 2021 GS160
- 2021 GT160
- 2021 GU160
- 2021 GV160
- 2021 GW160
- 2021 GX160
- 2021 GY160
- 2021 GZ160
- 2021 GA161
- 2021 GB161
- 2021 GC161
- 2021 GD161
- 2021 GE161
- 2021 GF161
- 2021 GG161
- 2021 GH161
- 2021 GJ161
- 2021 GK161
- 2021 GL161
- 2021 GM161
- 2021 GN161
- 2021 GO161
- 2021 GP161
- 2021 GQ161
- 2021 GR161
- 2021 GS161
- 2021 GT161
- 2021 GU161
- 2021 GV161
- 2021 GW161
- 2021 GX161
- 2021 GY161
- 2021 GA162
- 2021 GB162
- 2021 GC162
- 2021 GD162
- 2021 GE162
- 2021 GF162
- 2021 GG162
- 2021 GH162
- 2021 GJ162
- 2021 GK162
- 2021 GL162
- 2021 GM162
- 2021 GN162
- 2021 GO162
- 2021 GP162
- 2021 GQ162
- 2021 GR162
- 2021 GS162
- 2021 GT162
- 2021 GU162
- 2021 GV162
- 2021 GW162
- 2021 GX162
- 2021 GY162
- 2021 GZ162
- 2021 GA163
- 2021 GB163
- 2021 GC163
- 2021 GD163
- 2021 GE163
- 2021 GF163
- 2021 GG163
- 2021 GH163
- 2021 GJ163
- 2021 GK163
- 2021 GL163
- 2021 GM163
- 2021 GN163
- 2021 GO163
- 2021 GP163
- 2021 GQ163
- 2021 GR163
- 2021 GS163
- 2021 GT163
- 2021 GU163
- 2021 GV163
- 2021 GW163
- 2021 GX163
- 2021 GY163
- 2021 GZ163
- 2021 GA164
- 2021 GB164
- 2021 GC164
- 2021 GD164
- 2021 GE164
- 2021 GF164
- 2021 GG164
- 2021 GH164
- 2021 GJ164
- 2021 GK164
- 2021 GL164
- 2021 GM164
- 2021 GN164
- 2021 GO164
- 2021 GP164
- 2021 GQ164
- 2021 GR164
- 2021 GS164
- 2021 GU164
- 2021 GV164
- 2021 GW164
- 2021 GX164
- 2021 GY164
- 2021 GZ164
- 2021 GA165
- 2021 GB165
- 2021 GC165
- 2021 GD165
- 2021 GE165
- 2021 GF165
- 2021 GG165
- 2021 GH165
- 2021 GJ165
- 2021 GK165
- 2021 GL165
- 2021 GM165
- 2021 GN165
- 2021 GO165
- 2021 GP165
- 2021 GQ165
- 2021 GR165
- 2021 GT165
- 2021 GV165
- 2021 GX165
- 2021 GY165
- 2021 GZ165
- 2021 GA166
- 2021 GC166
- 2021 GD166
- 2021 GE166
- 2021 GF166
- 2021 GG166
- 2021 GH166
- 2021 GK166
- 2021 GL166
- 2021 GN166
- 2021 GO166
- 2021 GQ166
- 2021 GR166
- 2021 GS166
- 2021 GU166
- 2021 GV166
- 2021 GY166
- 2021 GZ166
- 2021 GA167
- 2021 GD167
- 2021 GE167
- 2021 GF167
- 2021 GG167
- 2021 GH167
- 2021 GJ167
- 2021 GK167
- 2021 GL167
- 2021 GN167
- 2021 GO167
- 2021 GP167
- 2021 GQ167
- 2021 GR167
- 2021 GS167
- 2021 GV167
- 2021 GX167
- 2021 GY167
- 2021 GZ167
- 2021 GA168
- 2021 GB168
- 2021 GC168
- 2021 GE168
- 2021 GF168
- 2021 GG168
- 2021 GH168
- 2021 GJ168
- 2021 GK168
- 2021 GL168
- 2021 GM168
- 2021 GN168
- 2021 GO168
- 2021 GQ168
- 2021 GR168
- 2021 GU168
- 2021 GV168
- 2021 GW168
- 2021 GX168
- 2021 GY168
- 2021 GZ168
- 2021 GA169
- 2021 GC169
- 2021 GD169
- 2021 GF169
- 2021 GG169
- 2021 GH169
- 2021 GJ169
- 2021 GK169
- 2021 GN169
- 2021 GO169
- 2021 GP169
- 2021 GR169
- 2021 GS169
- 2021 GT169
- 2021 GU169
- 2021 GV169
- 2021 GW169
- 2021 GX169
- 2021 GY169
- 2021 GZ169
- 2021 GA170
- 2021 GB170
- 2021 GC170
- 2021 GD170
- 2021 GE170
- 2021 GG170
- 2021 GH170
- 2021 GJ170
- 2021 GK170
- 2021 GL170
- 2021 GM170
- 2021 GN170
- 2021 GO170
- 2021 GP170
- 2021 GQ170
- 2021 GR170
- 2021 GS170
- 2021 GT170
- 2021 GU170
- 2021 GV170
- 2021 GW170
- 2021 GX170
- 2021 GY170
- 2021 GA171
- 2021 GD171
- 2021 GE171
- 2021 GF171
- 2021 GG171
- 2021 GH171
- 2021 GJ171
- 2021 GK171
- 2021 GL171
- 2021 GM171
- 2021 GN171
- 2021 GO171
- 2021 GR171
- 2021 GS171
- 2021 GU171
- 2021 GV171
- 2021 GW171
- 2021 GX171
- 2021 GY171
- 2021 GZ171
- 2021 GA172
- 2021 GB172
- 2021 GC172
- 2021 GD172
- 2021 GE172
- 2021 GF172
- 2021 GG172
- 2021 GH172
- 2021 GJ172
- 2021 GK172
- 2021 GL172
- 2021 GM172
- 2021 GQ172
- 2021 GR172
- 2021 GS172
- 2021 GT172
- 2021 GU172
- 2021 GV172
- 2021 GW172
- 2021 GX172
- 2021 GY172
- 2021 GZ172
- 2021 GA173
- 2021 GB173
- 2021 GC173
- 2021 GD173
- 2021 GE173
- 2021 GF173
- 2021 GG173
- 2021 GH173
- 2021 GJ173
- 2021 GK173
- 2021 GL173
- 2021 GN173
- 2021 GO173
- 2021 GP173
- 2021 GQ173
- 2021 GR173
- 2021 GT173
- 2021 GU173
- 2021 GV173
- 2021 GW173
- 2021 GX173
- 2021 GY173
- 2021 GZ173
- 2021 GA174
- 2021 GB174
- 2021 GC174
- 2021 GD174
- 2021 GE174
- 2021 GF174
- 2021 GG174
- 2021 GH174
- 2021 GJ174
- 2021 GK174
- 2021 GL174
- 2021 GM174
- 2021 GN174
- 2021 GO174
- 2021 GP174
- 2021 GQ174
- 2021 GR174
- 2021 GS174
- 2021 GT174
- 2021 GU174
- 2021 GV174
- 2021 GW174
- 2021 GX174
- 2021 GY174
- 2021 GZ174
- 2021 GA175
- 2021 GB175
- 2021 GC175
- 2021 GD175
- 2021 GE175
- 2021 GF175
- 2021 GG175
- 2021 GH175
- 2021 GJ175
- 2021 GK175
- 2021 GL175
- 2021 GN175
- 2021 GO175
- 2021 GP175
- 2021 GR175
- 2021 GS175
- 2021 GT175
- 2021 GU175
- 2021 GV175
- 2021 GW175
- 2021 GX175
- 2021 GY175
- 2021 GZ175
- 2021 GA176
- 2021 GB176
- 2021 GC176
- 2021 GD176
- 2021 GE176
- 2021 GF176
- 2021 GG176
- 2021 GH176
- 2021 GJ176
- 2021 GK176
- 2021 GL176
- 2021 GM176
- 2021 GN176
- 2021 GP176
- 2021 GQ176
- 2021 GR176
- 2021 GS176
- 2021 GT176
- 2021 GU176
- 2021 GV176
- 2021 GW176
- 2021 GX176
- 2021 GY176
- 2021 GZ176
- 2021 GA177
- 2021 GB177
- 2021 GD177
- 2021 GE177
- 2021 GF177
- 2021 GG177
- 2021 GH177
- 2021 GJ177
- 2021 GK177
- 2021 GL177
- 2021 GM177
- 2021 GN177
- 2021 GO177
- 2021 GQ177
- 2021 GR177
- 2021 GS177
- 2021 GT177
- 2021 GU177
- 2021 GV177
- 2021 GW177
- 2021 GX177
- 2021 GZ177
- 2021 GA178
- 2021 GB178
- 2021 GC178
- 2021 GD178
- 2021 GE178
- 2021 GF178
- 2021 GG178
- 2021 GJ178
- 2021 GK178
- 2021 GL178
- 2021 GM178
- 2021 GN178
- 2021 GO178
- 2021 GP178
- 2021 GR178
- 2021 GS178
- 2021 GT178
- 2021 GU178
- 2021 GV178
- 2021 GW178
- 2021 GX178
- 2021 GY178
- 2021 GZ178
- 2021 GB179
- 2021 GC179
- 2021 GD179
- 2021 GE179
- 2021 GF179
- 2021 GH179
- 2021 GJ179
- 2021 GK179
- 2021 GL179
- 2021 GM179
- 2021 GN179
- 2021 GP179
- 2021 GQ179
- 2021 GR179
- 2021 GS179
- 2021 GT179
- 2021 GU179
- 2021 GV179
- 2021 GX179
- 2021 GY179
- 2021 GZ179
- 2021 GA180
- 2021 GB180
- 2021 GC180
- 2021 GD180
- 2021 GE180
- 2021 GF180
- 2021 GG180
- 2021 GH180
- 2021 GJ180
- 2021 GK180
- 2021 GL180
- 2021 GM180
- 2021 GN180
- 2021 GP180
- 2021 GQ180
- 2021 GR180
- 2021 GS180
- 2021 GT180
- 2021 GU180
- 2021 GV180
- 2021 GW180
- 2021 GX180
- 2021 GY180
- 2021 GB181
- 2021 GD181
- 2021 GE181
- 2021 GF181
- 2021 GG181
- 2021 GH181
- 2021 GJ181
- 2021 GK181
- 2021 GL181
- 2021 GM181
- 2021 GN181
- 2021 GO181
- 2021 GQ181
- 2021 GR181
- 2021 GS181
- 2021 GT181
- 2021 GU181
- 2021 GV181
- 2021 GW181
- 2021 GX181
- 2021 GZ181
- 2021 GA182
- 2021 GB182
- 2021 GC182
- 2021 GD182
- 2021 GE182
- 2021 GF182
- 2021 GG182
- 2021 GJ182
- 2021 GK182
- 2021 GL182
- 2021 GM182
- 2021 GN182
- 2021 GO182
- 2021 GP182
- 2021 GR182
- 2021 GS182
- 2021 GT182
- 2021 GU182
- 2021 GV182
- 2021 GW182
- 2021 GX182
- 2021 GY182
- 2021 GZ182
- 2021 GA183
- 2021 GB183
- 2021 GC183
- 2021 GD183
- 2021 GE183
- 2021 GF183
- 2021 GG183
- 2021 GH183
- 2021 GJ183
- 2021 GK183
- 2021 GL183
- 2021 GM183
- 2021 GN183
- 2021 GO183
- 2021 GP183
- 2021 GQ183
- 2021 GR183
- 2021 GS183
- 2021 GT183
- 2021 GV183
- 2021 GW183
- 2021 GX183
- 2021 GY183
- 2021 GZ183
- 2021 GA184
- 2021 GB184
- 2021 GC184
- 2021 GE184
- 2021 GF184
- 2021 GG184
- 2021 GH184
- 2021 GJ184
- 2021 GK184
- 2021 GL184
- 2021 GN184
- 2021 GO184
- 2021 GP184
- 2021 GQ184
- 2021 GS184
- 2021 GT184
- 2021 GU184
- 2021 GV184
- 2021 GW184
- 2021 GX184
- 2021 GY184
- 2021 GZ184
- 2021 GA185
- 2021 GB185
- 2021 GC185
- 2021 GD185
- 2021 GE185
- 2021 GF185
- 2021 GG185
- 2021 GH185
- 2021 GJ185
- 2021 GK185
- 2021 GL185
- 2021 GM185
- 2021 GN185
- 2021 GO185
- 2021 GP185
- 2021 GQ185
- 2021 GR185
- 2021 GS185
- 2021 GT185
- 2021 GU185
- 2021 GV185
- 2021 GW185
- 2021 GX185
- 2021 GY185
- 2021 GZ185
- 2021 GA186
- 2021 GB186
- 2021 GC186
- 2021 GD186
- 2021 GE186
- 2021 GF186
- 2021 GG186
- 2021 GH186
- 2021 GJ186
- 2021 GK186
- 2021 GL186
- 2021 GN186
- 2021 GO186
- 2021 GP186
- 2021 GQ186
- 2021 GR186
- 2021 GS186
- 2021 GT186
- 2021 GU186
- 2021 GV186
- 2021 GW186
- 2021 GX186
- 2021 GY186
- 2021 GZ186
- 2021 GB187
- 2021 GC187
- 2021 GD187
- 2021 GF187
- 2021 GG187
- 2021 GH187
- 2021 GJ187
- 2021 GK187
- 2021 GL187
- 2021 GM187
- 2021 GN187
- 2021 GO187
- 2021 GQ187
- 2021 GR187
- 2021 GS187
- 2021 GT187
- 2021 GU187
- 2021 GV187
- 2021 GW187
- 2021 GX187
- 2021 GY187
- 2021 GZ187
- 2021 GA188
- 2021 GB188
- 2021 GC188
- 2021 GD188
- 2021 GE188
- 2021 GF188
- 2021 GG188
- 2021 GH188
- 2021 GJ188
- 2021 GK188
- 2021 GL188
- 2021 GM188
- 2021 GN188
- 2021 GO188
- 2021 GP188
- 2021 GQ188
- 2021 GR188
- 2021 GS188
- 2021 GT188
- 2021 GU188
- 2021 GV188
- 2021 GW188
- 2021 GX188
- 2021 GY188
- 2021 GZ188
- 2021 GA189
- 2021 GB189
- 2021 GC189
- 2021 GD189
- 2021 GE189
- 2021 GF189
- 2021 GG189
- 2021 GH189
- 2021 GJ189
- 2021 GK189
- 2021 GL189
- 2021 GM189
- 2021 GN189
- 2021 GO189
- 2021 GP189
- 2021 GQ189
- 2021 GR189
- 2021 GS189
- 2021 GT189
- 2021 GU189
- 2021 GV189
- 2021 GW189
- 2021 GX189
- 2021 GZ189
- 2021 GA190
- 2021 GB190
- 2021 GC190
- 2021 GD190
- 2021 GE190
- 2021 GF190
- 2021 GG190
- 2021 GH190
- 2021 GJ190
- 2021 GK190
- 2021 GL190
- 2021 GM190
- 2021 GN190
- 2021 GO190
- 2021 GP190
- 2021 GQ190
- 2021 GR190
- 2021 GS190
- 2021 GT190
- 2021 GU190
- 2021 GV190
- 2021 GW190
- 2021 GX190
- 2021 GY190
- 2021 GZ190
- 2021 GA191
- 2021 GB191
- 2021 GC191
- 2021 GD191
- 2021 GE191
- 2021 GF191
- 2021 GG191
- 2021 GH191
- 2021 GJ191
- 2021 GK191
- 2021 GM191
- 2021 GN191
- 2021 GO191
- 2021 GP191
- 2021 GQ191
- 2021 GR191
- 2021 GS191
- 2021 GT191
- 2021 GU191
- 2021 GV191
- 2021 GW191
- 2021 GY191
- 2021 GZ191
- 2021 GA192
- 2021 GB192
- 2021 GC192
- 2021 GD192
- 2021 GE192
- 2021 GF192
- 2021 GG192
- 2021 GH192
- 2021 GJ192
- 2021 GK192
- 2021 GL192
- 2021 GM192
- 2021 GN192
- 2021 GO192
- 2021 GP192
- 2021 GQ192
- 2021 GS192
- 2021 GT192
- 2021 GU192
- 2021 GV192
- 2021 GW192
- 2021 GX192
- 2021 GY192
- 2021 GZ192
- 2021 GB193
- 2021 GC193
- 2021 GD193
- 2021 GE193
- 2021 GF193
- 2021 GG193
- 2021 GH193
- 2021 GJ193
- 2021 GK193
- 2021 GL193
- 2021 GM193
- 2021 GN193
- 2021 GO193
- 2021 GP193
- 2021 GQ193
- 2021 GR193
- 2021 GS193
- 2021 GT193
- 2021 GU193
- 2021 GV193
- 2021 GW193
- 2021 GX193
- 2021 GY193
- 2021 GZ193
- 2021 GA194
- 2021 GB194
- 2021 GC194
- 2021 GD194
- 2021 GE194
- 2021 GF194
- 2021 GG194
- 2021 GH194
- 2021 GJ194
- 2021 GK194
- 2021 GO194
- 2021 GP194
- 2021 GQ194
- 2021 GR194
- 2021 GS194
- 2021 GT194
- 2021 GU194
- 2021 GV194
- 2021 GW194
- 2021 GX194
- 2021 GY194
- 2021 GZ194
- 2021 GA195
- 2021 GB195
- 2021 GC195
- 2021 GD195
- 2021 GE195
- 2021 GF195
- 2021 GG195
- 2021 GH195
- 2021 GJ195
- 2021 GK195
- 2021 GL195
- 2021 GM195
- 2021 GN195
- 2021 GO195
- 2021 GP195
- 2021 GQ195
- 2021 GR195
- 2021 GS195
- 2021 GT195
- 2021 GV195
- 2021 GW195
- 2021 GX195
- 2021 GY195
- 2021 GZ195
- 2021 GA196
- 2021 GB196
- 2021 GC196
- 2021 GD196
- 2021 GE196
- 2021 GF196
- 2021 GG196
- 2021 GH196
- 2021 GJ196
- 2021 GK196
- 2021 GL196
- 2021 GM196
- 2021 GO196
- 2021 GP196
- 2021 GQ196
- 2021 GR196
- 2021 GS196
- 2021 GT196
- 2021 GU196
- 2021 GV196
- 2021 GW196
- 2021 GX196
- 2021 GY196
- 2021 GZ196
- 2021 GA197
- 2021 GB197
- 2021 GC197
- 2021 GD197
- 2021 GE197
- 2021 GF197
- 2021 GH197
- 2021 GK197
- 2021 GL197
- 2021 GM197
- 2021 GN197
- 2021 GO197
- 2021 GP197
- 2021 GQ197
- 2021 GR197
- 2021 GS197
- 2021 GT197
- 2021 GU197
- 2021 GV197
- 2021 GW197
- 2021 GX197
- 2021 GY197
- 2021 GZ197
- 2021 GA198
- 2021 GB198
- 2021 GC198
- 2021 GD198
- 2021 GE198
- 2021 GF198
- 2021 GG198
- 2021 GH198
- 2021 GJ198
- 2021 GK198
- 2021 GL198
- 2021 GM198
- 2021 GN198
- 2021 GO198
- 2021 GP198
- 2021 GQ198
- 2021 GR198
- 2021 GS198
- 2021 GT198
- 2021 GU198
- 2021 GV198
- 2021 GW198
- 2021 GX198
- 2021 GY198
- 2021 GZ198
- 2021 GA199
- 2021 GB199
- 2021 GC199
- 2021 GD199
- 2021 GE199
- 2021 GF199
- 2021 GG199
- 2021 GH199
- 2021 GJ199
- 2021 GK199
- 2021 GL199
- 2021 GM199
- 2021 GN199
- 2021 GO199
- 2021 GP199
- 2021 GQ199
- 2021 GR199
- 2021 GS199
- 2021 GT199
- 2021 GU199
- 2021 GV199
- 2021 GW199
- 2021 GX199
- 2021 GY199
- 2021 GZ199
- 2021 GA200
- 2021 GB200
- 2021 GC200
- 2021 GD200
- 2021 GF200
- 2021 GG200
- 2021 GH200
- 2021 GJ200
- 2021 GK200
- 2021 GL200
- 2021 GM200
- 2021 GN200
- 2021 GO200
- 2021 GP200
- 2021 GQ200
- 2021 GR200
- 2021 GS200
- 2021 GT200
- 2021 GU200
- 2021 GV200
- 2021 GW200
- 2021 GX200
- 2021 GY200
- 2021 GZ200
- 2021 GA201
- 2021 GB201
- 2021 GC201
- 2021 GD201
- 2021 GE201
- 2021 GF201
- 2021 GG201
- 2021 GH201
- 2021 GJ201
- 2021 GK201
- 2021 GL201
- 2021 GM201
- 2021 GN201
- 2021 GO201
- 2021 GP201
- 2021 GQ201
- 2021 GR201
- 2021 GS201
- 2021 GT201
- 2021 GU201
- 2021 GV201
- 2021 GW201
- 2021 GX201
- 2021 GY201
- 2021 GZ201
- 2021 GA202
- 2021 GB202
- 2021 GC202
- 2021 GD202
- 2021 GE202
- 2021 GF202
- 2021 GG202
- 2021 GH202
- 2021 GJ202
- 2021 GK202
- 2021 GL202
- 2021 GM202
- 2021 GN202
- 2021 GO202
- 2021 GP202
- 2021 GQ202
- 2021 GR202
- 2021 GS202
- 2021 GT202
- 2021 GU202
- 2021 GV202
- 2021 GW202
- 2021 GX202
- 2021 GY202
- 2021 GZ202
- 2021 GA203
- 2021 GB203
- 2021 GC203
- 2021 GD203
- 2021 GE203
- 2021 GF203
- 2021 GG203
- 2021 GH203
- 2021 GJ203
- 2021 GK203
- 2021 GL203
- 2021 GM203
- 2021 GN203
- 2021 GO203
- 2021 GP203
- 2021 GQ203
- 2021 GR203
- 2021 GS203
- 2021 GT203
- 2021 GU203
- 2021 GV203
- 2021 GW203
- 2021 GX203
- 2021 GY203
- 2021 GZ203
- 2021 GA204
- 2021 GB204
- 2021 GC204
- 2021 GD204
- 2021 GE204
- 2021 GF204
- 2021 GG204
- 2021 GH204
- 2021 GK204
- 2021 GL204
- 2021 GM204
- 2021 GN204
- 2021 GO204
- 2021 GP204
- 2021 GQ204
- 2021 GR204
- 2021 GS204
- 2021 GT204
- 2021 GU204
- 2021 GV204
- 2021 GW204
- 2021 GX204
- 2021 GY204
- 2021 GZ204
- 2021 GA205
- 2021 GB205
- 2021 GC205
- 2021 GD205
- 2021 GE205
- 2021 GF205
- 2021 GG205
- 2021 GH205
- 2021 GJ205
- 2021 GK205
- 2021 GL205
- 2021 GM205
- 2021 GN205
- 2021 GO205
- 2021 GP205
- 2021 GQ205
- 2021 GR205
- 2021 GS205
- 2021 GT205
- 2021 GU205
- 2021 GV205
- 2021 GW205
- 2021 GX205
- 2021 GY205
- 2021 GZ205
- 2021 GA206
- 2021 GB206
- 2021 GC206
- 2021 GD206
- 2021 GE206
- 2021 GF206
- 2021 GG206
- 2021 GH206
- 2021 GJ206
- 2021 GK206
- 2021 GL206
- 2021 GM206
- 2021 GN206
- 2021 GO206
- 2021 GP206
- 2021 GQ206
- 2021 GR206
- 2021 GS206
- 2021 GT206
- 2021 GU206
- 2021 GV206
- 2021 GW206
- 2021 GX206
- 2021 GY206
- 2021 GZ206
- 2021 GA207
- 2021 GB207
- 2021 GC207
- 2021 GD207
- 2021 GE207
- 2021 GF207
- 2021 GG207
- 2021 GH207
- 2021 GJ207
- 2021 GK207
- 2021 GL207
- 2021 GM207
- 2021 GN207
- 2021 GO207
- 2021 GP207
- 2021 GQ207
- 2021 GR207
- 2021 GS207
- 2021 GT207
- 2021 GU207
- 2021 GV207
- 2021 GW207
- 2021 GX207
- 2021 GY207
- 2021 GZ207
- 2021 GA208
- 2021 GB208
- 2021 GC208
- 2021 GE208
- 2021 GF208
- 2021 GG208
- 2021 GH208
- 2021 GJ208
- 2021 GK208
- 2021 GL208
- 2021 GM208
- 2021 GN208
- 2021 GO208
- 2021 GP208
- 2021 GQ208
- 2021 GR208
- 2021 GS208
- 2021 GT208
- 2021 GU208
- 2021 GV208
- 2021 GW208
- 2021 GX208
- 2021 GY208
- 2021 GZ208
- 2021 GA209
- 2021 GB209
- 2021 GC209
- 2021 GD209
- 2021 GE209
- 2021 GF209
- 2021 GG209
- 2021 GH209
- 2021 GJ209
- 2021 GK209
- 2021 GL209
- 2021 GM209
- 2021 GN209
- 2021 GO209
- 2021 GP209
- 2021 GQ209
- 2021 GR209
- 2021 GS209
- 2021 GT209
- 2021 GU209
- 2021 GV209
- 2021 GW209
- 2021 GX209
- 2021 GY209
- 2021 GZ209
- 2021 GA210
- 2021 GB210
- 2021 GC210
- 2021 GD210
- 2021 GE210
- 2021 GF210
- 2021 GG210
- 2021 GH210
- 2021 GJ210
- 2021 GK210
- 2021 GL210
- 2021 GM210
- 2021 GN210
- 2021 GO210
- 2021 GP210
- 2021 GR210
- 2021 GS210
- 2021 GT210
- 2021 GU210
- 2021 GV210
- 2021 GW210
- 2021 GX210
- 2021 GY210
- 2021 GZ210
- 2021 GA211
- 2021 GB211
- 2021 GC211
- 2021 GD211
- 2021 GF211
- 2021 GG211
- 2021 GH211
- 2021 GK211
- 2021 GL211
- 2021 GM211
- 2021 GN211
- 2021 GO211
- 2021 GP211
- 2021 GQ211
- 2021 GR211
- 2021 GS211
- 2021 GT211
- 2021 GU211
- 2021 GV211
- 2021 GW211
- 2021 GX211
- 2021 GY211
- 2021 GZ211
- 2021 GB212
- 2021 GC212
- 2021 GD212
- 2021 GF212
- 2021 GG212
- 2021 GH212
- 2021 GJ212
- 2021 GK212
- 2021 GL212
- 2021 GM212
- 2021 GN212
- 2021 GP212
- 2021 GQ212
- 2021 GS212
- 2021 GT212
- 2021 GU212
- 2021 GV212
- 2021 GW212
- 2021 GX212
- 2021 GY212
- 2021 GZ212
- 2021 GA213
- 2021 GB213
- 2021 GC213
- 2021 GD213
- 2021 GF213
- 2021 GH213
- 2021 GJ213
- 2021 GK213
- 2021 GL213
- 2021 GM213
- 2021 GN213
- 2021 GO213
- 2021 GP213
- 2021 GQ213
- 2021 GR213
- 2021 GS213
- 2021 GT213
- 2021 GU213
- 2021 GW213
- 2021 GX213
- 2021 GY213
- 2021 GA214
- 2021 GB214
- 2021 GC214
- 2021 GD214
- 2021 GE214
- 2021 GF214
- 2021 GG214
- 2021 GH214
- 2021 GJ214
- 2021 GK214
- 2021 GL214
- 2021 GM214
- 2021 GN214
- 2021 GO214
- 2021 GP214
- 2021 GQ214
- 2021 GR214
- 2021 GS214
- 2021 GT214
- 2021 GU214
- 2021 GV214
- 2021 GW214
- 2021 GX214
- 2021 GY214
- 2021 GZ214
- 2021 GB215
- 2021 GC215
- 2021 GD215
- 2021 GE215
- 2021 GF215
- 2021 GG215
- 2021 GH215
- 2021 GJ215
- 2021 GL215
- 2021 GM215
- 2021 GN215
- 2021 GO215
- 2021 GP215
- 2021 GQ215
- 2021 GR215
- 2021 GS215
- 2021 GT215
- 2021 GU215
- 2021 GV215
- 2021 GW215
- 2021 GX215
- 2021 GY215
- 2021 GZ215
- 2021 GA216
- 2021 GB216
- 2021 GC216
- 2021 GD216
- 2021 GE216
- 2021 GF216
- 2021 GG216
- 2021 GH216
- 2021 GK216
- 2021 GL216
- 2021 GM216
- 2021 GN216
- 2021 GO216
- 2021 GP216
- 2021 GQ216
- 2021 GR216
- 2021 GS216
- 2021 GT216
- 2021 GU216
- 2021 GV216
- 2021 GW216
- 2021 GX216
- 2021 GY216
- 2021 GZ216
- 2021 GB217
- 2021 GC217
- 2021 GD217
- 2021 GE217
- 2021 GF217
- 2021 GG217
- 2021 GH217
- 2021 GJ217
- 2021 GL217
- 2021 GM217
- 2021 GN217
- 2021 GO217
- 2021 GP217
- 2021 GR217
- 2021 GS217
- 2021 GT217
- 2021 GU217
- 2021 GV217
- 2021 GX217
- 2021 GY217
- 2021 GA218
- 2021 GB218
- 2021 GC218
- 2021 GD218
- 2021 GF218
- 2021 GG218
- 2021 GJ218
- 2021 GK218
- 2021 GL218
- 2021 GM218
- 2021 GN218
- 2021 GO218
- 2021 GP218
- 2021 GQ218
- 2021 GR218
- 2021 GT218
- 2021 GU218
- 2021 GV218
- 2021 GW218
- 2021 GX218
- 2021 GY218
- 2021 GZ218
- 2021 GA219
- 2021 GB219
- 2021 GC219
- 2021 GD219
- 2021 GE219
- 2021 GF219
- 2021 GG219
- 2021 GH219
- 2021 GJ219
- 2021 GK219
- 2021 GL219
- 2021 GM219
- 2021 GN219
- 2021 GP219
- 2021 GT219
- 2021 GU219
- 2021 GV219
- 2021 GW219
- 2021 GX219
- 2021 GY219
- 2021 GZ219
- 2021 GA220
- 2021 GB220
- 2021 GC220
- 2021 GD220
- 2021 GE220
- 2021 GF220
- 2021 GG220
- 2021 GH220
- 2021 GJ220
- 2021 GK220
- 2021 GL220
- 2021 GM220
- 2021 GO220
- 2021 GP220
- 2021 GQ220
- 2021 GR220
- 2021 GS220
- 2021 GT220
- 2021 GU220
- 2021 GX220
- 2021 GY220
- 2021 GZ220
- 2021 GA221
- 2021 GB221
- 2021 GC221
- 2021 GD221
- 2021 GE221
- 2021 GF221
- 2021 GH221
- 2021 GJ221
- 2021 GK221
- 2021 GL221
- 2021 GM221
- 2021 GN221
- 2021 GO221
- 2021 GP221
- 2021 GQ221
- 2021 GR221
- 2021 GS221
- 2021 GT221
- 2021 GU221
- 2021 GV221
- 2021 GW221
- 2021 GX221
- 2021 GY221
- 2021 GZ221
- 2021 GA222
- 2021 GB222
- 2021 GC222
- 2021 GD222
- 2021 GE222
- 2021 GF222
- 2021 GG222
- 2021 GJ222
- 2021 GK222
- 2021 GL222
- 2021 GM222
- 2021 GO222
- 2021 GP222
- 2021 GQ222
- 2021 GR222
- 2021 GS222
- 2021 GT222
- 2021 GU222
- 2021 GV222
- 2021 GW222
- 2021 GY222
- 2021 GZ222
- 2021 GA223
- 2021 GB223
- 2021 GC223
- 2021 GD223
- 2021 GE223
- 2021 GF223
- 2021 GG223
- 2021 GH223
- 2021 GJ223
- 2021 GK223
- 2021 GL223
- 2021 GM223
- 2021 GN223
- 2021 GO223
- 2021 GP223
- 2021 GQ223
- 2021 GR223
- 2021 GS223
- 2021 GT223
- 2021 GU223
- 2021 GV223
- 2021 GW223
- 2021 GX223
- 2021 GY223
- 2021 GZ223
- 2021 GA224
- 2021 GB224
- 2021 GC224
- 2021 GD224
- 2021 GE224
- 2021 GF224
- 2021 GG224
- 2021 GH224
- 2021 GJ224
- 2021 GK224
- 2021 GL224
- 2021 GM224
- 2021 GN224
- 2021 GO224
- 2021 GP224
- 2021 GQ224
- 2021 GR224
- 2021 GS224
- 2021 GT224
- 2021 GU224
- 2021 GV224
- 2021 GW224
- 2021 GX224
- 2021 GY224
- 2021 GZ224
- 2021 GA225
- 2021 GB225
- 2021 GC225
- 2021 GD225
- 2021 GE225
- 2021 GF225
- 2021 GG225
- 2021 GH225
- 2021 GJ225
- 2021 GK225
- 2021 GL225
- 2021 GN225
- 2021 GO225
- 2021 GP225
- 2021 GQ225
- 2021 GR225
- 2021 GS225
- 2021 GT225
- 2021 GU225
- 2021 GV225
- 2021 GW225
- 2021 GX225
- 2021 GZ225
- 2021 GA226
- 2021 GB226
- 2021 GC226
- 2021 GD226
- 2021 GE226
- 2021 GF226
- 2021 GG226
- 2021 GH226
- 2021 GJ226
- 2021 GK226
- 2021 GL226
- 2021 GM226
- 2021 GO226
- 2021 GP226
- 2021 GQ226
- 2021 GR226
- 2021 GS226
- 2021 GU226
- 2021 GV226
- 2021 GW226
- 2021 GX226
- 2021 GY226
- 2021 GZ226
- 2021 GA227
- 2021 GB227
- 2021 GC227
- 2021 GD227
- 2021 GE227
- 2021 GF227
- 2021 GG227
- 2021 GH227
- 2021 GJ227
- 2021 GK227
- 2021 GL227
- 2021 GM227
- 2021 GN227
- 2021 GO227
- 2021 GP227
- 2021 GQ227
- 2021 GR227
- 2021 GS227
- 2021 GT227
- 2021 GU227
- 2021 GV227
- 2021 GW227
- 2021 GX227
- 2021 GY227
- 2021 GZ227
- 2021 GA228
- 2021 GB228
- 2021 GC228
- 2021 GD228
- 2021 GE228
- 2021 GF228
- 2021 GG228
- 2021 GH228
- 2021 GJ228
- 2021 GK228
- 2021 GL228
- 2021 GM228
- 2021 GN228
- 2021 GO228
- 2021 GP228
- 2021 GQ228
- 2021 GR228
- 2021 GS228
- 2021 GT228
- 2021 GU228
- 2021 GV228
- 2021 GW228
- 2021 GX228
- 2021 GY228
- 2021 GZ228
- 2021 GA229
- 2021 GB229
- 2021 GC229
- 2021 GD229
- 2021 GE229
- 2021 GF229
- 2021 GG229
- 2021 GH229
- 2021 GJ229
- 2021 GK229
- 2021 GL229
- 2021 GM229
- 2021 GN229
- 2021 GO229
- 2021 GP229
- 2021 GQ229
- 2021 GR229
- 2021 GS229
- 2021 GT229
- 2021 GU229
- 2021 GV229
- 2021 GW229
- 2021 GX229
- 2021 GY229
- 2021 GB230
- 2021 GC230
- 2021 GD230
- 2021 GE230
- 2021 GF230
- 2021 GJ230
- 2021 GK230
- 2021 GL230
- 2021 GM230
- 2021 GN230
- 2021 GO230
- 2021 GQ230
- 2021 GR230
- 2021 GT230
- 2021 GU230
- 2021 GV230
- 2021 GW230
- 2021 GX230
- 2021 GY230
- 2021 GZ230
- 2021 GA231
- 2021 GB231
- 2021 GC231
- 2021 GD231
- 2021 GF231
- 2021 GG231
- 2021 GH231
- 2021 GJ231
- 2021 GK231
- 2021 GL231
- 2021 GN231
- 2021 GO231
- 2021 GP231
- 2021 GQ231
- 2021 GR231
- 2021 GS231
- 2021 GT231
- 2021 GU231
- 2021 GV231
- 2021 GW231
- 2021 GX231
- 2021 GY231
- 2021 GZ231
- 2021 GA232
- 2021 GB232
- 2021 GC232
- 2021 GD232
- 2021 GE232
- 2021 GF232
- 2021 GG232
- 2021 GH232
- 2021 GJ232
- 2021 GK232
- 2021 GL232
- 2021 GM232
- 2021 GN232
- 2021 GO232
- 2021 GP232
- 2021 GQ232
- 2021 GR232
- 2021 GS232
- 2021 GT232
- 2021 GU232
- 2021 GV232
- 2021 GW232
- 2021 GX232
- 2021 GY232
- 2021 GZ232
- 2021 GA233
- 2021 GB233
- 2021 GC233
- 2021 GD233
- 2021 GE233
- 2021 GF233
- 2021 GG233
- 2021 GH233
- 2021 GJ233
- 2021 GK233
- 2021 GL233
- 2021 GM233
- 2021 GN233
- 2021 GO233
- 2021 GP233
- 2021 GQ233
- 2021 GR233
- 2021 GS233
- 2021 GT233
- 2021 GU233
- 2021 GV233
- 2021 GW233
- 2021 GX233
- 2021 GY233
- 2021 GZ233
- 2021 GA234
- 2021 GB234
- 2021 GC234
- 2021 GD234
- 2021 GE234
- 2021 GF234
- 2021 GG234
- 2021 GH234
- 2021 GJ234
- 2021 GK234
- 2021 GL234
- 2021 GM234
- 2021 GN234
- 2021 GO234
- 2021 GP234
- 2021 GQ234
- 2021 GR234
- 2021 GS234
- 2021 GT234
- 2021 GU234
- 2021 GV234
- 2021 GW234
- 2021 GX234
- 2021 GY234
- 2021 GZ234
- 2021 GA235
- 2021 GC235
- 2021 GD235
- 2021 GE235
- 2021 GF235
- 2021 GG235
- 2021 GH235
- 2021 GJ235
- 2021 GK235
- 2021 GL235
- 2021 GM235
- 2021 GN235
- 2021 GO235
- 2021 GP235
- 2021 GQ235
- 2021 GR235
- 2021 GS235
- 2021 GT235
- 2021 GU235
- 2021 GV235
- 2021 GW235
- 2021 GX235
- 2021 GY235
- 2021 GZ235
- 2021 GA236
- 2021 GB236
- 2021 GC236
- 2021 GD236
- 2021 GE236
- 2021 GF236
- 2021 GG236
- 2021 GJ236
- 2021 GK236
- 2021 GL236
- 2021 GM236
- 2021 GN236
- 2021 GO236
- 2021 GP236
- 2021 GQ236
- 2021 GR236
- 2021 GS236
- 2021 GT236
- 2021 GU236
- 2021 GV236
- 2021 GW236

### Du 16 au 30 avril 2021
- 2021 HA
- 2021 HB
- 2021 HC
- 2021 HD
- 2021 HE
- 2021 HF
- 2021 HG
- 2021 HH
- 2021 HJ
- 2021 HK
- 2021 HL
- 2021 HM
- 2021 HN
- 2021 HO
- 2021 HP
- 2021 HQ
- 2021 HR
- 2021 HT
- 2021 HU
- 2021 HV
- 2021 HW
- 2021 HX
- 2021 HY
- 2021 HZ
- 2021 HA1
- 2021 HB1
- 2021 HC1
- 2021 HD1
- 2021 HE1
- 2021 HF1
- 2021 HG1
- 2021 HH1
- 2021 HJ1
- 2021 HK1
- 2021 HL1
- 2021 HM1
- 2021 HN1
- 2021 HO1
- 2021 HP1
- 2021 HQ1
- 2021 HR1
- 2021 HS1
- 2021 HT1
- 2021 HU1
- 2021 HV1
- 2021 HW1
- 2021 HX1
- 2021 HY1
- 2021 HZ1
- 2021 HA2
- 2021 HB2
- 2021 HC2
- 2021 HD2
- 2021 HE2
- 2021 HF2
- 2021 HG2
- 2021 HJ2
- 2021 HK2
- 2021 HL2
- 2021 HM2
- 2021 HN2
- 2021 HO2
- 2021 HP2
- 2021 HQ2
- 2021 HT2
- 2021 HU2
- 2021 HV2
- 2021 HX2
- 2021 HY2
- 2021 HZ2
- 2021 HA3
- 2021 HB3
- 2021 HC3
- 2021 HD3
- 2021 HE3
- 2021 HF3
- 2021 HJ3
- 2021 HM3
- 2021 HN3
- 2021 HO3
- 2021 HP3
- 2021 HQ3
- 2021 HS3
- 2021 HT3
- 2021 HW3
- 2021 HX3
- 2021 HY3
- 2021 HZ3
- 2021 HC4
- 2021 HD4
- 2021 HG4
- 2021 HH4
- 2021 HJ4
- 2021 HK4
- 2021 HL4
- 2021 HM4
- 2021 HN4
- 2021 HO4
- 2021 HP4
- 2021 HR4
- 2021 HU4
- 2021 HW4
- 2021 HX4
- 2021 HY4
- 2021 HB5
- 2021 HE5
- 2021 HF5
- 2021 HG5
- 2021 HH5
- 2021 HJ5
- 2021 HL5
- 2021 HM5
- 2021 HN5
- 2021 HO5
- 2021 HP5
- 2021 HQ5
- 2021 HS5
- 2021 HU5
- 2021 HV5
- 2021 HW5
- 2021 HX5
- 2021 HY5
- 2021 HB6
- 2021 HC6
- 2021 HG6
- 2021 HJ6
- 2021 HL6
- 2021 HM6
- 2021 HO6
- 2021 HP6
- 2021 HR6
- 2021 HS6
- 2021 HT6
- 2021 HV6
- 2021 HX6
- 2021 HA7
- 2021 HG7
- 2021 HH7
- 2021 HJ7
- 2021 HL7
- 2021 HM7
- 2021 HN7
- 2021 HP7
- 2021 HR7
- 2021 HS7
- 2021 HU7
- 2021 HV7
- 2021 HW7
- 2021 HX7
- 2021 HY7
- 2021 HZ7
- 2021 HA8
- 2021 HB8
- 2021 HC8
- 2021 HD8
- 2021 HH8
- 2021 HK8
- 2021 HL8
- 2021 HM8
- 2021 HN8
- 2021 HT8
- 2021 HV8
- 2021 HW8
- 2021 HY8
- 2021 HZ8
- 2021 HA9
- 2021 HD9
- 2021 HF9
- 2021 HH9
- 2021 HK9
- 2021 HL9
- 2021 HM9
- 2021 HN9
- 2021 HO9
- 2021 HP9
- 2021 HR9
- 2021 HT9
- 2021 HX9
- 2021 HY9
- 2021 HB10
- 2021 HC10
- 2021 HD10
- 2021 HE10
- 2021 HF10
- 2021 HG10
- 2021 HH10
- 2021 HJ10
- 2021 HK10
- 2021 HL10
- 2021 HN10
- 2021 HO10
- 2021 HP10
- 2021 HQ10
- 2021 HR10
- 2021 HS10
- 2021 HT10
- 2021 HU10
- 2021 HV10
- 2021 HW10
- 2021 HX10
- 2021 HY10
- 2021 HB11
- 2021 HC11
- 2021 HE11
- 2021 HF11
- 2021 HG11
- 2021 HH11
- 2021 HJ11
- 2021 HK11
- 2021 HM11
- 2021 HN11
- 2021 HO11
- 2021 HQ11
- 2021 HR11
- 2021 HS11
- 2021 HT11
- 2021 HU11
- 2021 HV11
- 2021 HX11
- 2021 HY11
- 2021 HZ11
- 2021 HA12
- 2021 HB12
- 2021 HC12
- 2021 HD12
- 2021 HF12
- 2021 HG12
- 2021 HH12
- 2021 HJ12
- 2021 HK12
- 2021 HL12
- 2021 HM12
- 2021 HO12
- 2021 HP12
- 2021 HQ12
- 2021 HR12
- 2021 HS12
- 2021 HU12
- 2021 HV12
- 2021 HW12
- 2021 HY12
- 2021 HA13
- 2021 HB13
- 2021 HD13
- 2021 HE13
- 2021 HF13
- 2021 HH13
- 2021 HJ13
- 2021 HK13
- 2021 HL13
- 2021 HN13
- 2021 HO13
- 2021 HP13
- 2021 HQ13
- 2021 HR13
- 2021 HS13
- 2021 HU13
- 2021 HV13
- 2021 HX13
- 2021 HY13
- 2021 HA14
- 2021 HB14
- 2021 HC14
- 2021 HE14
- 2021 HF14
- 2021 HH14
- 2021 HJ14
- 2021 HK14
- 2021 HL14
- 2021 HN14
- 2021 HO14
- 2021 HP14
- 2021 HQ14
- 2021 HR14
- 2021 HS14
- 2021 HT14
- 2021 HV14
- 2021 HW14
- 2021 HX14
- 2021 HY14
- 2021 HZ14
- 2021 HA15
- 2021 HB15
- 2021 HC15
- 2021 HD15
- 2021 HE15
- 2021 HF15
- 2021 HG15
- 2021 HH15
- 2021 HK15
- 2021 HL15
- 2021 HM15
- 2021 HN15
- 2021 HO15
- 2021 HP15
- 2021 HS15
- 2021 HU15
- 2021 HV15
- 2021 HW15
- 2021 HY15
- 2021 HA16
- 2021 HB16
- 2021 HC16
- 2021 HD16
- 2021 HE16
- 2021 HF16
- 2021 HG16
- 2021 HH16
- 2021 HJ16
- 2021 HK16
- 2021 HL16
- 2021 HN16
- 2021 HO16
- 2021 HP16
- 2021 HQ16
- 2021 HS16
- 2021 HT16
- 2021 HU16
- 2021 HW16
- 2021 HX16
- 2021 HY16
- 2021 HZ16
- 2021 HA17
- 2021 HB17
- 2021 HC17
- 2021 HD17
- 2021 HE17
- 2021 HF17
- 2021 HG17
- 2021 HH17
- 2021 HJ17
- 2021 HK17
- 2021 HM17
- 2021 HN17
- 2021 HP17
- 2021 HQ17
- 2021 HS17
- 2021 HT17
- 2021 HU17
- 2021 HV17
- 2021 HY17
- 2021 HA18
- 2021 HB18
- 2021 HC18
- 2021 HD18
- 2021 HE18
- 2021 HG18
- 2021 HK18
- 2021 HL18
- 2021 HM18
- 2021 HO18
- 2021 HP18
- 2021 HQ18
- 2021 HR18
- 2021 HS18
- 2021 HT18
- 2021 HU18
- 2021 HV18
- 2021 HX18
- 2021 HY18
- 2021 HA19
- 2021 HB19
- 2021 HC19
- 2021 HD19
- 2021 HE19
- 2021 HF19
- 2021 HG19
- 2021 HH19
- 2021 HJ19
- 2021 HK19
- 2021 HL19
- 2021 HM19
- 2021 HN19
- 2021 HO19
- 2021 HP19
- 2021 HR19
- 2021 HS19
- 2021 HT19
- 2021 HU19
- 2021 HV19
- 2021 HW19
- 2021 HX19
- 2021 HY19
- 2021 HZ19
- 2021 HA20
- 2021 HB20
- 2021 HC20
- 2021 HD20
- 2021 HE20
- 2021 HG20
- 2021 HH20
- 2021 HJ20
- 2021 HL20
- 2021 HM20
- 2021 HN20
- 2021 HO20
- 2021 HP20
- 2021 HQ20
- 2021 HR20
- 2021 HS20
- 2021 HT20
- 2021 HU20
- 2021 HV20
- 2021 HW20
- 2021 HX20
- 2021 HY20
- 2021 HZ20
- 2021 HA21
- 2021 HB21
- 2021 HC21
- 2021 HD21
- 2021 HE21
- 2021 HF21
- 2021 HG21
- 2021 HH21
- 2021 HJ21
- 2021 HK21
- 2021 HL21
- 2021 HM21
- 2021 HN21
- 2021 HO21
- 2021 HP21
- 2021 HQ21
- 2021 HR21
- 2021 HS21
- 2021 HT21
- 2021 HU21
- 2021 HV21
- 2021 HW21
- 2021 HX21
- 2021 HZ21
- 2021 HA22
- 2021 HB22
- 2021 HD22
- 2021 HE22
- 2021 HG22
- 2021 HH22
- 2021 HK22
- 2021 HM22
- 2021 HN22
- 2021 HO22
- 2021 HP22
- 2021 HQ22
- 2021 HR22
- 2021 HS22
- 2021 HT22
- 2021 HU22
- 2021 HW22
- 2021 HX22
- 2021 HY22
- 2021 HZ22
- 2021 HA23
- 2021 HB23
- 2021 HC23
- 2021 HE23
- 2021 HG23
- 2021 HJ23
- 2021 HK23
- 2021 HL23
- 2021 HM23
- 2021 HN23
- 2021 HO23
- 2021 HP23
- 2021 HQ23
- 2021 HR23
- 2021 HS23
- 2021 HT23
- 2021 HU23
- 2021 HW23
- 2021 HX23
- 2021 HY23
- 2021 HZ23
- 2021 HA24
- 2021 HB24
- 2021 HE24
- 2021 HF24
- 2021 HH24
- 2021 HJ24
- 2021 HK24
- 2021 HM24
- 2021 HN24
- 2021 HO24
- 2021 HP24
- 2021 HQ24
- 2021 HR24
- 2021 HS24
- 2021 HT24
- 2021 HU24
- 2021 HV24
- 2021 HW24
- 2021 HX24
- 2021 HY24
- 2021 HZ24
- 2021 HA25
- 2021 HB25
- 2021 HC25
- 2021 HE25
- 2021 HF25
- 2021 HG25
- 2021 HH25
- 2021 HJ25
- 2021 HL25
- 2021 HM25
- 2021 HN25
- 2021 HO25
- 2021 HP25
- 2021 HQ25
- 2021 HR25
- 2021 HS25
- 2021 HT25
- 2021 HU25
- 2021 HV25
- 2021 HW25
- 2021 HY25
- 2021 HZ25
- 2021 HB26
- 2021 HC26
- 2021 HF26
- 2021 HH26
- 2021 HJ26
- 2021 HK26
- 2021 HM26
- 2021 HN26
- 2021 HO26
- 2021 HP26
- 2021 HQ26
- 2021 HR26
- 2021 HT26
- 2021 HU26
- 2021 HV26
- 2021 HW26
- 2021 HY26
- 2021 HZ26
- 2021 HA27
- 2021 HB27
- 2021 HC27
- 2021 HD27
- 2021 HE27
- 2021 HF27
- 2021 HG27
- 2021 HH27
- 2021 HK27
- 2021 HL27
- 2021 HN27
- 2021 HO27
- 2021 HP27
- 2021 HQ27
- 2021 HR27
- 2021 HS27
- 2021 HT27
- 2021 HU27
- 2021 HV27
- 2021 HW27
- 2021 HX27
- 2021 HY27
- 2021 HZ27
- 2021 HA28
- 2021 HB28
- 2021 HC28
- 2021 HD28
- 2021 HE28
- 2021 HG28
- 2021 HH28
- 2021 HJ28
- 2021 HK28
- 2021 HL28
- 2021 HM28
- 2021 HN28
- 2021 HO28
- 2021 HP28
- 2021 HQ28
- 2021 HR28
- 2021 HS28
- 2021 HT28
- 2021 HU28
- 2021 HV28
- 2021 HW28
- 2021 HX28
- 2021 HY28
- 2021 HZ28
- 2021 HA29
- 2021 HB29
- 2021 HC29
- 2021 HD29
- 2021 HE29
- 2021 HF29
- 2021 HG29
- 2021 HH29
- 2021 HJ29
- 2021 HK29
- 2021 HL29
- 2021 HM29
- 2021 HN29
- 2021 HO29
- 2021 HR29
- 2021 HS29
- 2021 HT29
- 2021 HU29
- 2021 HV29
- 2021 HW29
- 2021 HX29
- 2021 HY29
- 2021 HZ29
- 2021 HA30
- 2021 HB30
- 2021 HC30
- 2021 HD30
- 2021 HE30
- 2021 HF30
- 2021 HG30
- 2021 HH30
- 2021 HJ30
- 2021 HL30
- 2021 HM30
- 2021 HN30
- 2021 HO30
- 2021 HP30
- 2021 HQ30
- 2021 HR30
- 2021 HS30
- 2021 HT30
- 2021 HU30
- 2021 HV30
- 2021 HW30
- 2021 HX30
- 2021 HY30
- 2021 HA31
- 2021 HB31
- 2021 HE31
- 2021 HF31
- 2021 HG31
- 2021 HH31
- 2021 HJ31
- 2021 HK31
- 2021 HL31
- 2021 HM31
- 2021 HP31
- 2021 HQ31
- 2021 HR31
- 2021 HS31
- 2021 HU31
- 2021 HV31
- 2021 HY31
- 2021 HZ31
- 2021 HA32
- 2021 HB32
- 2021 HC32
- 2021 HD32
- 2021 HE32
- 2021 HF32
- 2021 HG32
- 2021 HH32
- 2021 HJ32
- 2021 HK32
- 2021 HL32
- 2021 HM32
- 2021 HN32
- 2021 HP32
- 2021 HQ32
- 2021 HR32
- 2021 HS32
- 2021 HT32
- 2021 HU32
- 2021 HV32
- 2021 HW32
- 2021 HX32
- 2021 HY32
- 2021 HZ32
- 2021 HA33
- 2021 HB33
- 2021 HC33
- 2021 HD33
- 2021 HE33
- 2021 HF33
- 2021 HG33
- 2021 HH33
- 2021 HJ33
- 2021 HK33
- 2021 HL33
- 2021 HM33
- 2021 HN33
- 2021 HO33
- 2021 HP33
- 2021 HQ33
- 2021 HR33
- 2021 HS33
- 2021 HT33
- 2021 HU33
- 2021 HV33
- 2021 HW33
- 2021 HX33
- 2021 HY33
- 2021 HZ33
- 2021 HA34
- 2021 HB34
- 2021 HC34
- 2021 HD34
- 2021 HE34
- 2021 HF34
- 2021 HG34
- 2021 HH34
- 2021 HJ34
- 2021 HK34
- 2021 HL34
- 2021 HM34
- 2021 HN34
- 2021 HO34
- 2021 HP34
- 2021 HQ34
- 2021 HR34
- 2021 HS34
- 2021 HT34
- 2021 HU34
- 2021 HV34
- 2021 HW34
- 2021 HX34
- 2021 HY34
- 2021 HZ34
- 2021 HA35
- 2021 HB35
- 2021 HC35
- 2021 HD35
- 2021 HE35
- 2021 HF35
- 2021 HG35
- 2021 HH35
- 2021 HJ35
- 2021 HK35
- 2021 HL35
- 2021 HM35
- 2021 HN35
- 2021 HO35
- 2021 HP35
- 2021 HQ35
- 2021 HR35
- 2021 HS35
- 2021 HT35
- 2021 HU35
- 2021 HV35
- 2021 HW35
- 2021 HX35
- 2021 HY35
- 2021 HZ35
- 2021 HA36
- 2021 HC36
- 2021 HD36
- 2021 HE36
- 2021 HF36
- 2021 HG36
- 2021 HH36
- 2021 HJ36
- 2021 HK36
- 2021 HL36
- 2021 HM36
- 2021 HN36
- 2021 HO36
- 2021 HP36
- 2021 HQ36
- 2021 HR36
- 2021 HS36
- 2021 HT36
- 2021 HU36
- 2021 HV36
- 2021 HW36
- 2021 HX36
- 2021 HY36
- 2021 HZ36
- 2021 HA37
- 2021 HB37
- 2021 HC37
- 2021 HD37
- 2021 HE37
- 2021 HF37
- 2021 HG37
- 2021 HH37
- 2021 HJ37
- 2021 HK37
- 2021 HL37
- 2021 HM37
- 2021 HN37
- 2021 HO37
- 2021 HP37
- 2021 HQ37
- 2021 HR37
- 2021 HS37
- 2021 HT37
- 2021 HU37
- 2021 HV37
- 2021 HW37
- 2021 HX37
- 2021 HY37
- 2021 HZ37
- 2021 HA38
- 2021 HB38
- 2021 HC38
- 2021 HD38
- 2021 HE38
- 2021 HF38
- 2021 HG38
- 2021 HH38
- 2021 HJ38
- 2021 HK38
- 2021 HL38
- 2021 HN38
- 2021 HO38
- 2021 HP38
- 2021 HQ38
- 2021 HR38
- 2021 HS38
- 2021 HT38
- 2021 HU38
- 2021 HV38
- 2021 HW38
- 2021 HX38
- 2021 HY38
- 2021 HZ38
- 2021 HA39
- 2021 HB39
- 2021 HC39
- 2021 HD39
- 2021 HE39
- 2021 HF39
- 2021 HK39
- 2021 HL39
- 2021 HN39
- 2021 HO39
- 2021 HP39
- 2021 HQ39
- 2021 HR39
- 2021 HS39
- 2021 HV39
- 2021 HW39
- 2021 HX39
- 2021 HY39
- 2021 HZ39
- 2021 HA40
- 2021 HB40
- 2021 HD40
- 2021 HE40
- 2021 HF40
- 2021 HG40
- 2021 HH40
- 2021 HK40
- 2021 HL40
- 2021 HM40
- 2021 HN40
- 2021 HO40
- 2021 HP40
- 2021 HQ40
- 2021 HR40
- 2021 HS40
- 2021 HT40
- 2021 HU40
- 2021 HV40
- 2021 HW40
- 2021 HX40
- 2021 HZ40
- 2021 HA41
- 2021 HB41
- 2021 HC41
- 2021 HD41
- 2021 HE41
- 2021 HF41
- 2021 HG41
- 2021 HH41
- 2021 HJ41
- 2021 HK41
- 2021 HL41
- 2021 HM41
- 2021 HN41
- 2021 HO41
- 2021 HP41
- 2021 HQ41
- 2021 HR41
- 2021 HS41
- 2021 HT41
- 2021 HU41
- 2021 HV41
- 2021 HW41
- 2021 HX41
- 2021 HY41
- 2021 HZ41
- 2021 HA42
- 2021 HB42
- 2021 HC42
- 2021 HD42
- 2021 HE42
- 2021 HF42
- 2021 HG42
- 2021 HJ42
- 2021 HK42
- 2021 HL42
- 2021 HM42
- 2021 HN42
- 2021 HO42
- 2021 HP42
- 2021 HQ42
- 2021 HR42
- 2021 HS42
- 2021 HT42
- 2021 HU42
- 2021 HW42
- 2021 HX42
- 2021 HY42
- 2021 HZ42
- 2021 HA43
- 2021 HB43
- 2021 HC43
- 2021 HD43
- 2021 HE43
- 2021 HF43
- 2021 HG43
- 2021 HH43
- 2021 HJ43
- 2021 HK43
- 2021 HL43
- 2021 HM43
- 2021 HN43
- 2021 HO43
- 2021 HP43
- 2021 HQ43
- 2021 HR43
- 2021 HS43
- 2021 HT43
- 2021 HU43
- 2021 HV43
- 2021 HW43
- 2021 HX43
- 2021 HZ43
- 2021 HA44
- 2021 HB44
- 2021 HC44
- 2021 HD44
- 2021 HE44